# Hyperinflation de la république de Weimar

Variation entre 1918 et 1923 de la valeur d'un mark-or, de un à un billion de marks papier sur une échelle logarithmique.

L'hyperinflation de la république de Weimar est la période de très forte augmentation des prix que connaît l'Allemagne entre juin 1921 et janvier 1924 et plus précisément durant l'année 1923.
L'inflation fait son apparition dès 1914 et accompagne l'endettement massif du pays au profit d'une économie de guerre, d'une monnaie parallèle, d'un marché noir et donc de privations. En 1919, le traité de Versailles démoralise l'opinion allemande, déjà fracturée par de violentes dissensions politiques internes majeures : la naissance de la république de Weimar est vue comme un « enfant de la défaite ». Aux montants réclamés par les Alliés dans le cadre des dommages de guerre, s'ajoutent, dans un premier temps, le chômage, un recours massif à l'emprunt et une incapacité manifeste de la part du gouvernement à réformer l'appareil économique. Tandis que certains analystes de l'époque parlent d'un « dépeçage de l'économie allemande par les Alliés », Hjalmar Schacht est appelé pour entreprendre des réformes structurelles ; il va notamment parvenir à dissoudre une partie de la dette publique. L'économie allemande retrouve sa pleine force à partir de janvier 1926 ainsi qu'une puissante monnaie revenue quasiment à son cours d'avant-guerre.
Par son ampleur exponentielle, cet accroissement du coût de la vie en Allemagne est un cas sans précédent dans l'histoire des États industriels modernes. Seule l'hyperinflation du pengő, la monnaie hongroise, après la Seconde Guerre mondiale, a été plus importante. Cette hyperinflation est due à un ensemble de facteurs. Ils sont complémentaires entre eux : l'endettement de l'Allemagne ce qui fait que le gouvernement allemand a enclenché la planche à billets c'est-à-dire créé de la monnaie plus vite que ce que l'économie ne nécessitait (cause monétaire), à cause de problèmes structurels de l'économie allemande, l'indexation des salaires sur le taux d'inflation (ce qui ne fait que le nourrir), etc.

## La guerre et son impact sur l'économie et la société allemande

### L'inflation, l'emprunt et le cours forcé

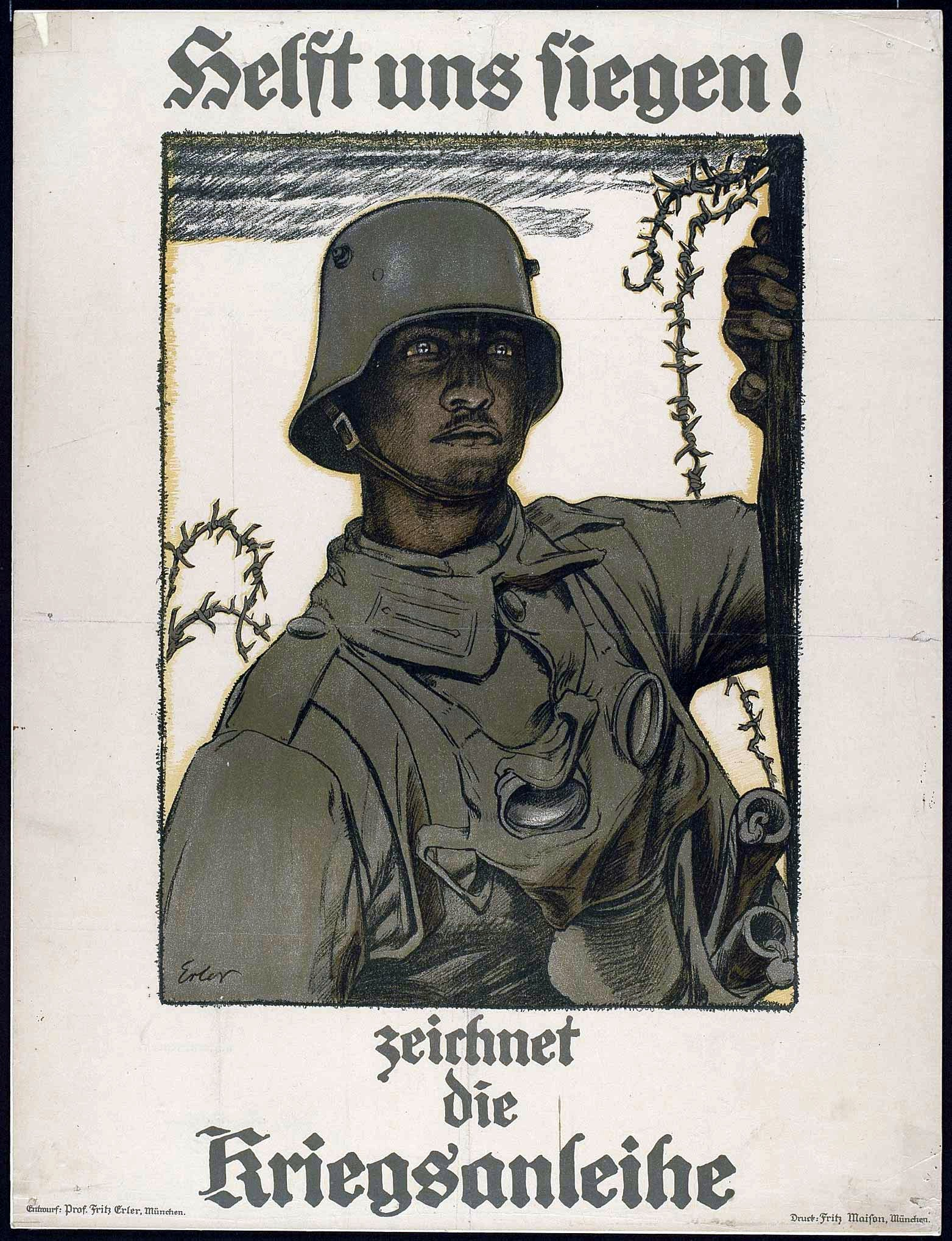
Helft uns siegen ! : zeichnet die Kriegsanleihe (Aidez-nous à gagner ! : souscrivez à l'emprunt de guerre) : affiche allemande de Fritz Erler (v. 1917).

À l'instar du britannique Adam Fergusson, l’historien français Alfred Wahl souligne que l’inflation était significative en Allemagne dès le déclenchement de la Première Guerre mondiale pour une raison très claire : le Reich a recours massivement à l'emprunt public pour financer cette entreprise militaire qui va en quelques mois prendre une ampleur au départ insoupçonnée. Entre septembre 1914 et septembre 1918, « [ces emprunts] furent émis – c’est-à-dire proposés à l’achat à la population – deux fois par an. C’est après que l’emprunt du début 1916, le quatrième de la guerre, n’eut pas donné les résultats escomptés, que la Reichsbank décida de réduire la durée de souscription à ces emprunts à trois ou quatre semaines. Pour en assurer le succès, on développa une propagande fondée sur des cartes postales, des calendriers, des films, des timbres et des affiches ». Au bilan, les dépenses de guerre furent financées de trois manières : « des impôts supplémentaires (6 %) ; des bons du trésor à court terme de la Reichsbank (34 %) et des bons du trésor à long terme proposés à la population (60 %) ». Non seulement l'épargne des ménages se transforme en bons obligataires mais le mark convertible en or fait place au mark papier (Papiermark) à cours forcé dès août 1914. L'Allemagne ne réussit pas à emprunter auprès des États-Unis, lesquels appliquent très tôt un principe de « neutralité préférentielle » favorable aux alliés du front de l'Ouest : seulement 23 millions sont accordés à l'Empire allemand en 1914-1915.
Cependant, des centaines de grosses entreprises nord et sud-américaines commercent avec l'Allemagne et lui fournissent des biens d'équipements et des denrées alimentaires : l'endettement grève lourdement le passif des entreprises allemandes d'import-export, bientôt pénalisées par le blocus maritime déclenché en réaction à une campagne militaire sous-marine extrêmement gourmande en capitaux. En septembre 1916, la balance des comptes courants allemande affiche subitement un déficit record de 2,1 milliards de marks et un an plus tard, il grimpe à 14,6 milliards pour finir à 40 milliards en novembre 1918. Durant cette même période, la dette publique cumulée se monte fin 1918 à 150 milliards (multipliée par 30 depuis 1914) et l'encaisse-or des principales institutions bancaires du pays (selon l'office du Reich au Trésor) ne couvre plus qu'à peine 10 % du service de cette dette (contre 90 % en 1914).
Ce glissement, longtemps minoré aux yeux de l'opinion, va être accentué par les sommes demandées après 1919 au titre des réparations aux dommages de guerre (132 milliards : la dette globale frôle donc les 300 milliards). Si les prix restent relativement stables durant cette période, le cours du mark sur le marché parallèle donne des signes d'affolement dès 1918. Toutefois, jusqu’à la fin 1922, l’économie allemande donne l'image d'un pays que l'économie de guerre ne semble pas avoir affecté : une moyenne de 500 000 chômeurs mais une croissance maintenue et des hausses des salaires puisque ceux-ci sont indexés sur l'inflation (mais avec effets négatifs dès 1920 sur la productivité), une situation qui contraste avec celle des pays voisins, où sévit une crise économique sérieuse en 1920-1921.
L’Allemagne parvient tant bien que mal à équilibrer le court terme, mais la majorité des entreprises et les ménages des classes moyennes détiennent une quantité de monnaie (sous forme d'obligations, de traites, de rentes) supérieure au total de la richesse productive du marché ; cette richesse se compose à plus de 90 % de monnaie fiduciaire et scripturale, c'est-à-dire que les espèces métalliques ont quasiment disparu de la circulation et des bas de laines (du moins en ville). Ce déséquilibre entre l’offre et la demande s’aggrave encore quand les acteurs économiques apprennent le montant réel de la dette nationale et vont alors chercher à liquider le plus vite possible leurs capitaux épargnés, à les transformer notamment en devises de plus en plus chères, ajoutant à la masse monétaire une nouvelle vague de papier, de plus en plus haute. C'est la « fuite devant le mark » qui est le déclencheur majeur de ce mouvement hyperinflationniste. Il y a un très fort déséquilibre entre offre et demande de monnaie : il y a trop de monnaie en circulation. À cela, comme c'est souvent le cas, viendront s'ajouter d'autres facteurs à l'hyperinflation.

#### L'impact de la spéculation sur le mark
Les Alliés ne prêtant pas à l’Allemagne (du moins, en théorie), elle doit recourir au marché monétaire international. Elle n’eut aucun mal à le faire. Selon Laursen et Karsten les spéculateurs avaient confiance dans le redressement de l’Allemagne. Ils prévoyaient un retour du mark à sa valeur d'avant août 1914. Mais, par prudence, les capitaux étaient prêtés à court terme. C’est ici que se trouve l'une des sources des plus ténues de l’inflation. Les capitaux se retiraient lorsque la situation économique ou politique se détériorait. Ce retrait faisait chuter la valeur du mark. Ils revenaient lorsque la situation s’améliorait et la valeur du mark remontait. Au total, et malgré les périodes de stabilisation, le cours du dollar exprimé en marks augmentait tendanciellement, ce qui grevait d’autant le coût des importations. Les ventes à découvert de devises par le jeu de la spéculation accentuaient la pression sur le cours du mark : certains vendeurs s'exposèrent à un risque de perte illimitée,.

### La fin de l'union sacrée
En 1916, les restrictions et la hausse des prix font leur apparition. Karl Helfferich, le responsable au Trésor, est renvoyé. L'indice des prix passe de 100 en 1914 à 250 en 1917. Fondé en mars 1916, le Spartakusbund se prononce contre la guerre, tandis que le Parti socialiste allemand rallie le centre et vote le 19 juillet 1917 en faveur d'une « paix d'entente ». La légende du « coup de poignard » dans le dos véhiculée par la droite militariste après 1919 n'est pas totalement infondée : l'opinion commence à manifester sa lassitude face à la guerre qui se prolonge, certes à cause des privations, mais surtout par le biais d'une majorité de députés désormais hostile à la poursuite des combats de peur qu'une victoire des Alliés n'entraine un démantèlement du pays, conviction que les succès militaires du printemps 1918 ne réussiront pas à entamer. La victoire des Bolcheviks en Russie donne parallèlement du poids aux mouvements spartakistes et de nombreuses grèves politiques viennent paralyser l'appareil productif allemand. Prenant place dans les grands centres urbains où plus de 50 % de la population allemande résident, la répression de ces mouvements fut terrible : l'opinion fut dès lors convaincue que seule l'armée – il s'agissait de Freikorps – était capable d'éviter à l'Allemagne une guerre civile.

### Une paix négociée impossible à obtenir

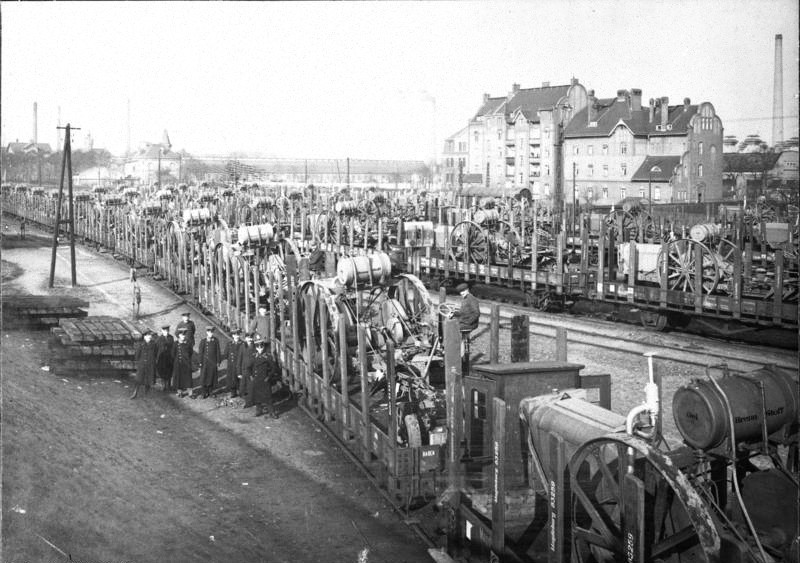
Livraisons allemandes à la France (1920).

Signé le 28 juin 1919, les alliés, via le traité de Versailles, obligent l’Allemagne à payer des réparations afin qu'elle contribue à la reconstruction des pays qu’elle avait envahis. Manipulé par son groupe politique, Georges Clemenceau se présenta dans une logique revancharde. Les pays vainqueurs évaluent la dette allemande à 132 milliards de marks-or de 1914 qui dans un premier temps ne va pas tenir compte de la dévaluation du mark : cette somme indexée sur les réserves d'or allemandes est donc illusoire : les réserves ont fondu. A Spa, en 1920, il est décidé que sur les 132 milliards, 52 % doivent être versés au seul rôle de la France, alors que la richesse productive du pays n’atteint que 3 milliards de marks par an. Un an plus tard, lors de la conférence de Wiesbaden, seront décidés que sur ces 132 milliards, 52 doivent être payés de suite, et 80 à terme, mais cette deuxième tranche est rapidement oubliée. Malgré un étalement conséquent, renégocié à plusieurs occasions, l’apurement semble impossible. 9 milliards seront remboursés à la France et si l'Allemagne suspend effectivement ses remboursements au printemps 1922, elle les reprend en 1925. Le total effectivement versé se montera à 19,6 milliards en 1931, loin des 52 milliards prévus comptants.
L’économiste John Maynard Keynes critique dès 1919 la position des Alliés dont la France :

« [Les conseillers de] Clemenceau trahirent les intérêts de la France. Ils ont nui aux revendications des régions dévastées, en les exagérant effrontément. Ils abandonnèrent le droit de priorité de la France, pour des dispositions qui porteraient le total bien au-delà de la capacité de paiement de l'Allemagne, - ce qu'ils savaient fort bien, quoi qu'ils pussent dire en public. Ils comprirent dans l'indemnité les pensions et les allocations, ce qui est contraire à nos engagements, et infligèrent à l'ennemi un fardeau insupportable. Tout cela n'a d'autre résultat que de réduire la part qu'aura la France dans les paiements effectués par l'Allemagne, sans augmenter la somme globale qui sera payée. Ils ne s'assurèrent aucun emprunt, aucun règlement des dettes interalliées, s'étant, par leur attitude, aliéné toutes les sympathies. Les délégués français à la Conférence de la Paix sacrifièrent les intérêts réels de leur pays, à des promesses irréalisables, obtenues pour des raisons de force majeure, et qui ne valent pas plus que le papier sur lequel elles sont inscrites. »

— John Maynard Keynes, Les Conséquences économiques de la paix
Cependant, le point de vue de Keynes est aujourd'hui considéré, par les historiens, comme largement excessif, et qui privilégiait les intérêts de l'Allemagne et de la Grande-Bretagne à ceux de la France. Même lui le reconnaîtra dans la préface de l'édition française de son ouvrage. 
« C’est [la Grande-Bretagne] surtout qui doit être blâmée de la forme du chapitre des Réparations. Elle a pris les colonies, la marine allemande et une part de l’indemnité plus considérable que celle à laquelle elle avait droit. »

#### Ce que l'Allemagne a perdu après 1919
Comparativement, le grand perdant de la Première Guerre mondiale est l'empire d'Autriche-Hongrie : Vienne connaît d'ailleurs une inflation accélérée dès 1918, et la couronne voit sa valeur divisée par 10 000 entre 1920 et 1922, au point que les spéculateurs allemands les échangent contre des marks. Selon l'opinion allemande et donc une grande partie des journaux, le Reich n'est pas coupable, les sanctions ayant conduit au démantèlement de l'Autriche-Hongrie auraient dû suffire.
Les pertes territoriales et les spoliations subies par l'Allemagne en termes de propriétés privées ne sont pas la cause principale de l'hyperinflation de 1923. Certes :
- la totalité de son empire colonial est confisquée : l'économie va donc se refermer sur la demande intérieure et l'exportation, or, nous venons de le voir, l'épargne se dilue et la trésorerie est à plat ;
- des morceaux limitrophes du Reich d'avant 1914 sont redistribués : l'Alsace-Moselle est restituée à la France qui hérite en plus de la Sarre (et donc de deux nouveaux bassins charbon-acier), Eupen et Malmédy sont rattachés à la Belgique (qui a été totalement ruinée durant le conflit), le Schleswig va au Danemark, le Hultschin à la Tchécoslovaquie, Dantzig et Mémel sont déclarées « villes libres », et surtout la province de Posnanie, la moitié de la province de Prusse-Orientale et un tiers de la Silésie vont à la Pologne : au profit de ce pays, c'est en définitive la vieille Prusse qui paye territorialement parlant, le berceau de l'élite militaire allemande, laquelle se voit comme humiliée.

Il est difficile de mesurer l'impact en termes de déficit qu'aura eu le « règlement de cette dette géographique » sur le plus fort de l'inflation allemande. Keynes affirme que « l'expropriation des biens privés allemands n'est pas limitée, toutefois, aux anciennes colonies, allemandes et à l'Alsace-Lorraine ». Ce qui laisse entendre d'autres formes de spoliations, le droit des personnes privées a certes été bafoué mais surtout, ces gains pour les Alliés n'ont pas été versés au débit de la dette allemande. En revanche, si la flotte allemande est endommagée, ce qui retarde l'effort d'exportation, son industrie et l'ensemble des villes, elles, sont intactes, augmentant d'autant la pression sur la demande intérieure. En définitive, si le dépeçage n'a pas vraiment eu lieu alors que les méthodes restent discutables, et que dans certains cas des plébiscites territoriaux ont même été organisés ou sont prévus, un nouveau problème, politico-économique celui-là, va se poser avec l'occupation de la Rhénanie par les Alliés et entre autres du bassin de la Ruhr par l'armée française, de façon unilatérale pour prélever son dû directement en ponctionnant le charbon rhénan. Au cœur de ce conflit, la « quête d'un gage de productivité », la crainte que l'Allemagne ne puisse honorer ses annuités liées à sa dette financière de guerre, laquelle est bientôt jugée irréaliste par la plupart des experts. Le paradoxe est donc évident : on veut que l'Allemagne honore sa dette, mais toutes les conditions semblent s'accumuler pour qu'elle ne puisse pas y parvenir.
L'autre point de vue sur la situation est que les réparations étaient à un montant raisonnable (notamment en comparaison du conflit de 1871, la France avait été contrainte de régler trois années de budget à l'Allemagne, après négociation de Wiesbaden, le montant demandé à l'Allemagne équivalait à cinq années de budget), mais que l'Allemagne, toujours convaincue de ne pas avoir perdu la Première Guerre Mondiale, a cherché, sous l'impulsion des nationalistes et de l'extrême-droite allemande, toutes les solutions pour éviter de payer les Alliés, mettre le Royaume-Uni de son côté et trouver des échappatoires économiques, comme l'inflation. Même si sa situation économique était évidemment compliquée, sa volonté d'échapper à tout règlement a précipité les choses. Au point que la France sera contrainte de se servir elle-même, en charbon, par l'occupation de la Ruhr, ce qui renforcera l'inflation d'autant plus.
Composé le 22 novembre 1922, le cabinet du nouveau chancelier du Reich Wilhelm Cuno réclame un report des échéances du remboursement des réparations pour deux ans en échange d’une tentative de stabilisation monétaire. Cette demande est cependant refusée par les chefs de gouvernements alliés à la fin décembre à Paris. Le calcul de Cuno était de risquer l’affrontement avec la France en espérant que l’opinion publique internationale la ferait plier. Mais la réaction du gouvernement français prend Cuno au dépourvu.

## 1923: l'année noire de l'hyperinflation

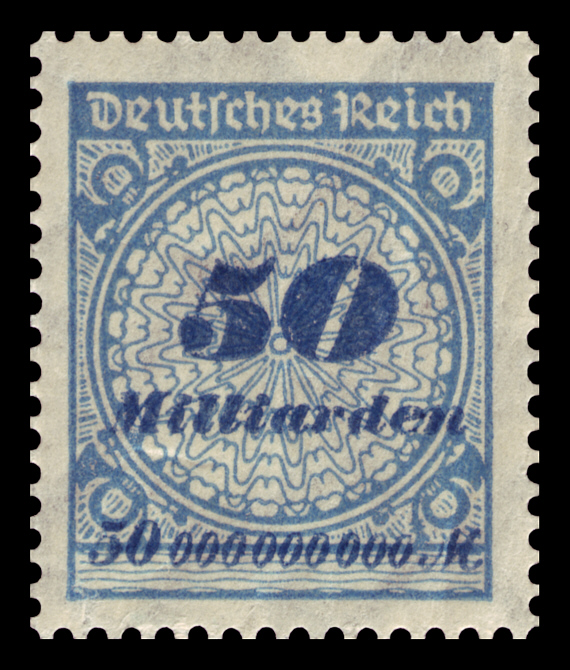
Timbre postal d'un montant de 50 milliards de marks, Allemagne, 1923.

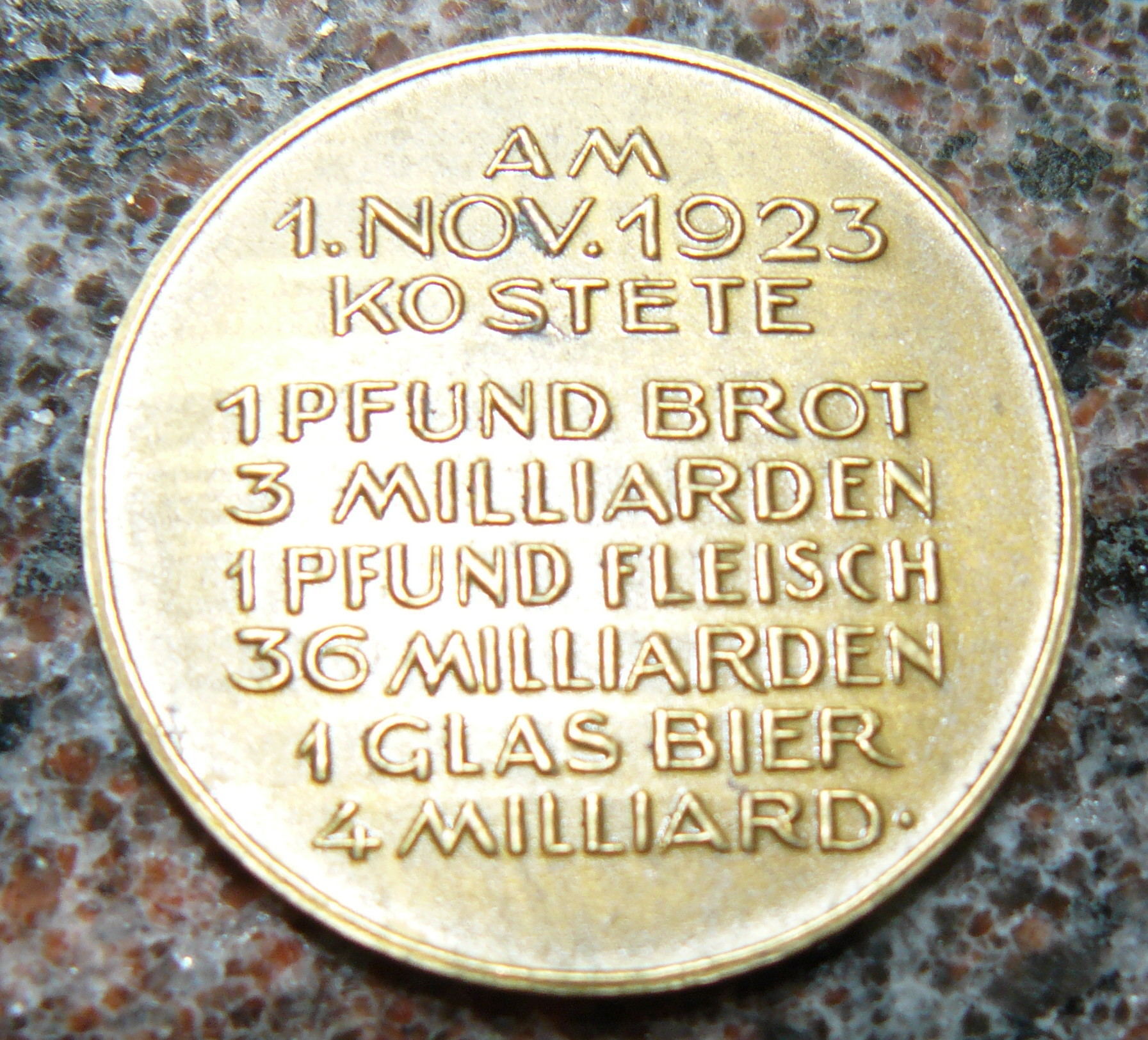
Médaille du souvenir de l’inflation de 1923 : « 1 livre de pain : 3 milliards ; 1 livre de viande : 36 milliards ; 1 verre de bière : 4 milliards ».

L’hyperinflation se manifeste de façon spécifique (incontrôlée et entretenue), à la fin de l'année 1922 : la pente devient exponentielle, on cesse de fabriquer des pièces de monnaie, la planche à billet se met en route de façon frénétique et va même avoir du mal à suivre. L'ensemble des agents économiques du pays se met à fabriquer des billets, ce qui, là aussi ajoute à l'effet d’entrainement puisqu'une production limitée à une banque centrale et à quelques émetteurs de nécessité eût sans doute permis un débrayage (Schacht agira en ce sens). Au fond, cette panique hyperinflationniste résulte d’un ensemble de facteurs, qui, cumulés formèrent une spirale inflationniste autoentretenue.
Ces principaux facteurs sont :
- le niveau d'endettement du pays et un service de la dette écrasant,
- la pression spéculative sur le cours du mark,
- la perte de confiance dans la monnaie fiduciaire et les rentes d’État (remboursées en papier dévalué),
- la mauvaise circulation des flux de marchandises d'origine agricole (seulement 1/3 de la population est rurale et doit nourrir les 2/3 du pays),
- l'accélération cumulative de la vitesse de circulation de la monnaie,
- la multiplication des agents producteurs de monnaie,
- l'indexation des salaires ouvriers et des classes moyennes sur les prix.

### L'emballement inflationniste

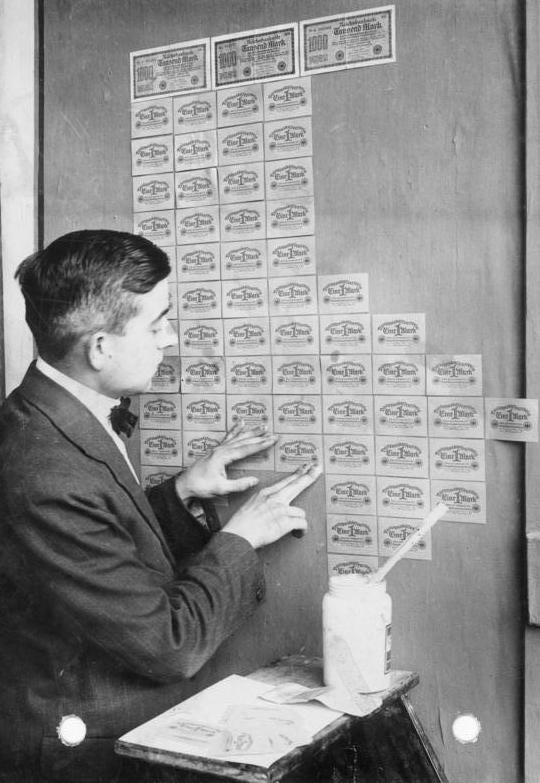
Allemagne en 1923 : ces billets de banque avaient perdu de leur valeur et étaient utilisés pour tapisser les murs.

La chute du cours du mark s'accentue à partir de juin 1922 au moment où la conférence pour la fourniture d’un prêt par les Alliés échoue. Les prêteurs étrangers sur le marché international perdent totalement confiance. Le dollar, qui s'échangeait autour de 420 marks en juillet 1922, grimpe à 49 000 marks en janvier 1923. Pendant l’année 1923, le cours du dollar par rapport au papiermark augmente ainsi de 5,79 ×  1010. Le prix au détail passe de l’indice 1 en 1913 à 750 000 000 000 en novembre 1923. Les prix des repas servis au restaurant varient selon l’heure de la commande et l’heure à laquelle l’addition est présentée, si bien que les restaurateurs doivent offrir des plats en plus à leurs clients, ou leur faire payer l’addition en début de repas. Durant l'été 1923, les paysans refusent en ville d'accepter le mark-papier en échange de leurs produits agricoles. Les salariés se font payer deux fois par jour, etc.

### L’effondrement du cours du mark
Tandis que le Goldmark reste fixé à l'étalon-or et a de facto disparu, le Papiermark est indexé sur le prix de l'or exprimé en dollars, qui est la monnaie refuge, et dont le cours se négocie la plupart du temps sur un marché parallèle : il grimpe, d'abord régulièrement (multiplié par 10 en 5 ans), puis s'envole de façon incontrôlée au début de l'été 1922 pour finir à 4 200 milliards de marks lors de son dernier fixing enregistré avant la réforme.
| Fluctuation des cours depuis le début de la Première Guerre mondiale | Fluctuation des cours depuis le début de la Première Guerre mondiale | Fluctuation des cours depuis le début de la Première Guerre mondiale | Fluctuation des cours depuis le début de la Première Guerre mondiale |
| 1 Goldmark = Papiermark (nominal)                                    | Date                                                                 | Cours Dollar / Mark                                                  | Durée                                                                |
| -------------------------------------------------------------------- | -------------------------------------------------------------------- | -------------------------------------------------------------------- | -------------------------------------------------------------------- |
| 1                                                                    | juillet 1914                                                         | 4,20                                                                 | Néant                                                                |
| 10                                                                   | janvier 1920                                                         | 41,98                                                                | 5,5 ans                                                              |
| 100                                                                  | 3 juillet 1922                                                       | 420,00                                                               | 2,5 ans                                                              |
| 1 000                                                                | 21 octobre 1922                                                      | 4 430                                                                | 110 jours                                                            |
| 10 000                                                               | 31 janvier 1923                                                      | 49 000                                                               | 102 jours                                                            |
| 100 000                                                              | 26 juillet 1923                                                      | 760 000                                                              | 174 jours                                                            |
| 1 000 000                                                            | 8 août 1923                                                          | 4 860 000                                                            | 15 jours                                                             |
| 10 000 000                                                           | 7 septembre 1923                                                     | 53 000 000                                                           | 30 jours                                                             |
| 100 000 000                                                          | 3 octobre 1923                                                       | 440 000 000                                                          | 26 jours                                                             |
| 1 000 000 000                                                        | 11 octobre 1923                                                      | 5 060 000 000                                                        | 8 jours                                                              |
| 10 000 000 000                                                       | 22 octobre 1923                                                      | 42 000 000 000                                                       | 11 jours                                                             |
| 100 000 000 000                                                      | 3 novembre 1923                                                      | 420 000 000 000                                                      | 12 jours                                                             |
| 1 000 000 000 000                                                    | 20 novembre 1923                                                     | 4 200 000 000 000                                                    | 17 jours                                                             |

### La vitesse de circulation de la monnaie
La confiance dans la monnaie disparaît et donc la monnaie circule plus vite. Faire circuler plus vite la monnaie a le même effet sur l’économie qu’augmenter sa quantité. Gabriel Galand et Alain Grandjean établissent que c’est la vitesse de circulation de la monnaie et non pas l’émission excessive de monnaie qui a provoqué l’inflation. Ils s’appuient sur les études de Wagemann et sur les travaux de Hugues. En 1920 et 1921, la création monétaire ne sert qu’à fournir les liquidités indispensables aux échanges compte tenu de l’augmentation des prix. Après 1921, c’est-à-dire lorsque l’inflation a commencé à s’amplifier, et surtout au premier semestre 1922 lorsqu’elle s’est accélérée, la quantité de monnaie disponible s’est réduite, preuve que la planche à billets ne fonctionnait pas. La masse monétaire ne représentait alors que 5 jours de dépenses, ce qui est très faible. En novembre 1923, la quantité de marks en circulation est 245 milliards de fois plus élevée qu’en 1914 mais le coût de la vie a été multiplié par un facteur de 1380 milliards, et encore, de façon disparate : les biens de premières nécessités connaissent une progression beaucoup plus rapide que les loyers, au point qu'à un moment donné, à titre d'exemple, une banane pouvait coûter plus cher qu'une nuit d'hôtel.

#### L’indexation des salaires
L’écroulement de l’Empire avait ouvert une période d'agitation révolutionnaire sur le modèle de la Russie de 1917. Les débuts de la république de Weimar étaient politiquement fragilisés. Elle résultait d’un compromis entre les socialistes et les communistes. L’accord imposait une indexation des salaires sur les prix, accord qui remontait dans son principe à bien avant la guerre. Cependant, le niveau atteint par les salaires n’a pas été à l’origine de l’hyperinflation. Il suivait les prix avec retard. Mais le mécanisme d'indexation sur les prix a eu, en revanche, un effet « boule de neige » qui a débouché sur l’hyperinflation. Celle-ci est apparue lorsque la confiance dans la monnaie a disparu, d’abord chez les prêteurs étrangers, ensuite et surtout chez les Allemands eux-mêmes et qu’il y a eu fuite devant la monnaie.

## Stabilisation

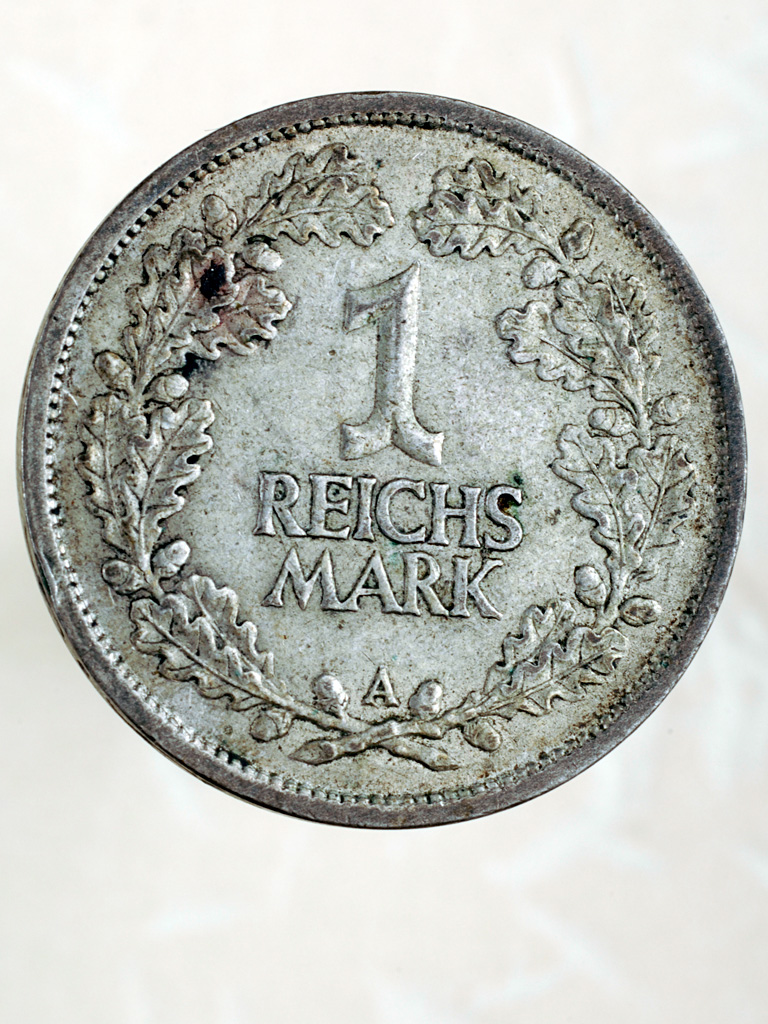
Nouvelle pièce de 1 reichsmark (1925) en argent titré 500/1 000 et pesant 5 g : l'illusion d'un mark revenant à son apparence d'avant 1914…

Outre les difficultés sur le plan international, le gouvernement doit aussi faire face à une opposition interne. Lâché par le SPD, Cuno démissionne le 13 août 1923, remplacé le jour même par Gustav Stresemann, qui forme un gouvernement de « Grande coalition » alors que menace la guerre civile. Sa première décision est de mettre fin à la « résistance passive » mise en place par son prédécesseur.
Écarté de la présidence de la Reichsbank, puis nommé en novembre 1923 à la tête d'une commission monétaire gouvernementale, le Reichswährungskommissar Hjalmar Schacht revient dans un ouvrage publié en 1950 sur les causes proprement allemandes de l'hyperinflation :

« Trois mesures furent décisives pour la stabilisation du mark effectif au début de l'année 1924. Ce furent :
- l'interdiction des émissions de monnaies privées ;
- le rétrécissement du volume des moyens officiels de paiements ;
- la congélation du crédit. »

— H. Schacht, Seul contre Hitler
Par « monnaies privées », Schacht entend tous les moyens de paiement émis par les entreprises, notamment celles des grands groupes industriels comme Thyssen, les coopératives (syndicats, chambres de commerce) et les institutions locales et régionales, par exemple celles des banques provinciales privées comme celle de la Bavière, une tradition allemande maintenue depuis 1871.
Il bloque la spéculation sur les devises en ne fournissant pas de marks officiels aux spéculateurs mais en leur donnant à la place des rentenmarks qui n'avaient pas cours forcé. Schacht raconte que « les milieux étrangers qui avaient vendu des dollars réclamaient naturellement de la monnaie légale que les acheteurs allemands ne pouvaient plus livrer » Ils durent revendre leur devise et le déchaînement spéculatif s'arrêta net, tout en permettant à la banque centrale de reconstituer ses réserves en dollars. Le principe du rentenmark créé le 1er décembre 1923 est le suivant : l'émission est garantie par la richesse industrielle et agricole du pays, lesquelles sont intactes. Ce type d'assignation va donner de bons résultats à partir de février 1924.
La troisième méthode employée par Schacht fut « non conventionnelle » : il stoppa la politique de réescompte de la banque centrale au lieu de monter les taux d'intérêt. « Quelle importance cela pouvait-il bien avoir de payer 10 à 15 % d'escompte quand l'inflation abaissait la valeur de l'argent en quelques semaines voire en quelques jours de 50 %, 100 % ou plus ? » précise Schacht. Ne pouvant plus se financer par l'escompte, les entreprises durent vendre les devises qu'elles avaient accumulées, permettant au mark de se stabiliser. Le paiement des réparations se fit désormais par une série d'emprunts à l'étranger : « Pendant les six années allant de 1924 à 1930, l'Allemagne a emprunté à l'étranger autant d'argent que les États-Unis pendant les quarante ans qui précédèrent la Première Guerre mondiale. »

## Conséquences

### Conséquences économiques et politiques
Les conséquences économiques de la crise sont contrastées. Si certaines couches de la population se retrouvent ruinées (une partie de la classe moyenne et non pas son ensemble, à savoir les rentiers essentiellement), d’autres s’en tirent sans trop de dommages : la classe paysanne, les artisans, les petites entreprises et les grosses fortunes. La prolétarisation des couches moyennes, cliché véhiculé à cette époque par des commentateurs peu informés des réalités économiques, n'a pas eu lieu. C'est ce qui résulte des études menées par des historiens comme Alfred Wahl :

« Il est peu aisé de connaître les conséquences de l’hyperinflation sur les différentes couches sociales. L’idée d’une détérioration généralisée des couches moyennes n’est plus partagée. Ces couches étaient trop diverses ; elles ont traversé la période dans des conditions plus variables. Ont perdu : les épargnants, les prêteurs, les détenteurs d’emprunts publics. Par contre, les petits entrepreneurs, les commerçants et les agriculteurs seraient sortis relativement indemnes de l’inflation. »

Du côté de la dette publique interne, Schacht a facilité la dissolution des anciennes rentes d’État et des nombreux emprunts de guerre lancés entre 1914 et 1918, avec pour conséquence une restauration de la trésorerie : l'Allemagne redevient un pays intéressant pour les investisseurs, les capitaux américains par exemple se ruent sur le pays dès 1925. En revanche, aux yeux des souscripteurs, le gouvernement les a en quelque sorte volés.
Politiquement, l’hyperinflation et les conditions dans lesquelles elle est apparue ont eu un impact sensible sur la suite des événements en Allemagne. Toutefois, là encore, des études poussées (Wahl, Gessner, Widdig, Fergusson) ont démontré que cet épisode d'hyperinflation n'est pas à l'origine de la montée du nazisme. Cette période d'inflation fut vécue comme un traumatisme et symbolisait l’incapacité d'un système, la démocratie, et d'un régime, la république parlementaire, à maintenir la stabilité économique. Toutefois, de 1925 à 1929, la croissance de l'économie allemande va être considérable. Le reichsmark devient une monnaie forte, si forte qu'en 1930, alors que la demande extérieure s'effondre, l'Allemagne voit sa productivité s’affaisser brutalement. Cette politique du mark fort fut alors fatale au plein emploi.

### Un sursaut nationaliste bien avant l'inflation
C'est moins l'inflation que le sentiment d'être injustement puni par les différents traités de paix mais surtout la recréation de la Pologne à partir des terres prussiennes et la menace d'une guerre civile qui ont eu pour effet de donner un nouvel élan au nationalisme et au revanchisme allemands, lesquels ont toujours été présents dans certaines couches de la population depuis l'avènement du pangermanisme. L'Allemagne n'ayant plus de colonies, elle va se recentrer sur son territoire linguistico-culturel et tout miser sur sa force de travail. Comparativement, octobre 1929 fut beaucoup plus dramatique et porta plus à conséquence que 1923.

## Mémoires de l'hyperinflation
De nos jours, on lit souvent dans les journaux et les déclarations de responsables politiques allemands que l'hyperinflation a constitué pour le pays un « traumatisme », et que ce traumatisme expliquerait l'existence d'une « culture de la stabilité » dans l'opinion allemande et une préférence pour la discipline en matière de politique fiscale, de politique monétaire et de règlementation financière. En réalité, ce lien est loin d'être évident. Si le souvenir de l'hyperinflation a été vif dans les débats politiques du pays, les leçons qui en ont été tiré dans l'immédiat ont été dans un premier temps très hétérogènes, certains responsables politiques y voyant même une justification pour une politique fiscale expansionniste. Ce n'est que progressivement que, à des fins politiques, la mémoire de l'hyperinflation a été reconstruite et associée exclusivement à la rigueur budgétaire et monétaire.

## Galeries de billets

### Augmentation de la valeur faciale des billets allemands entre 1920 et février 1924

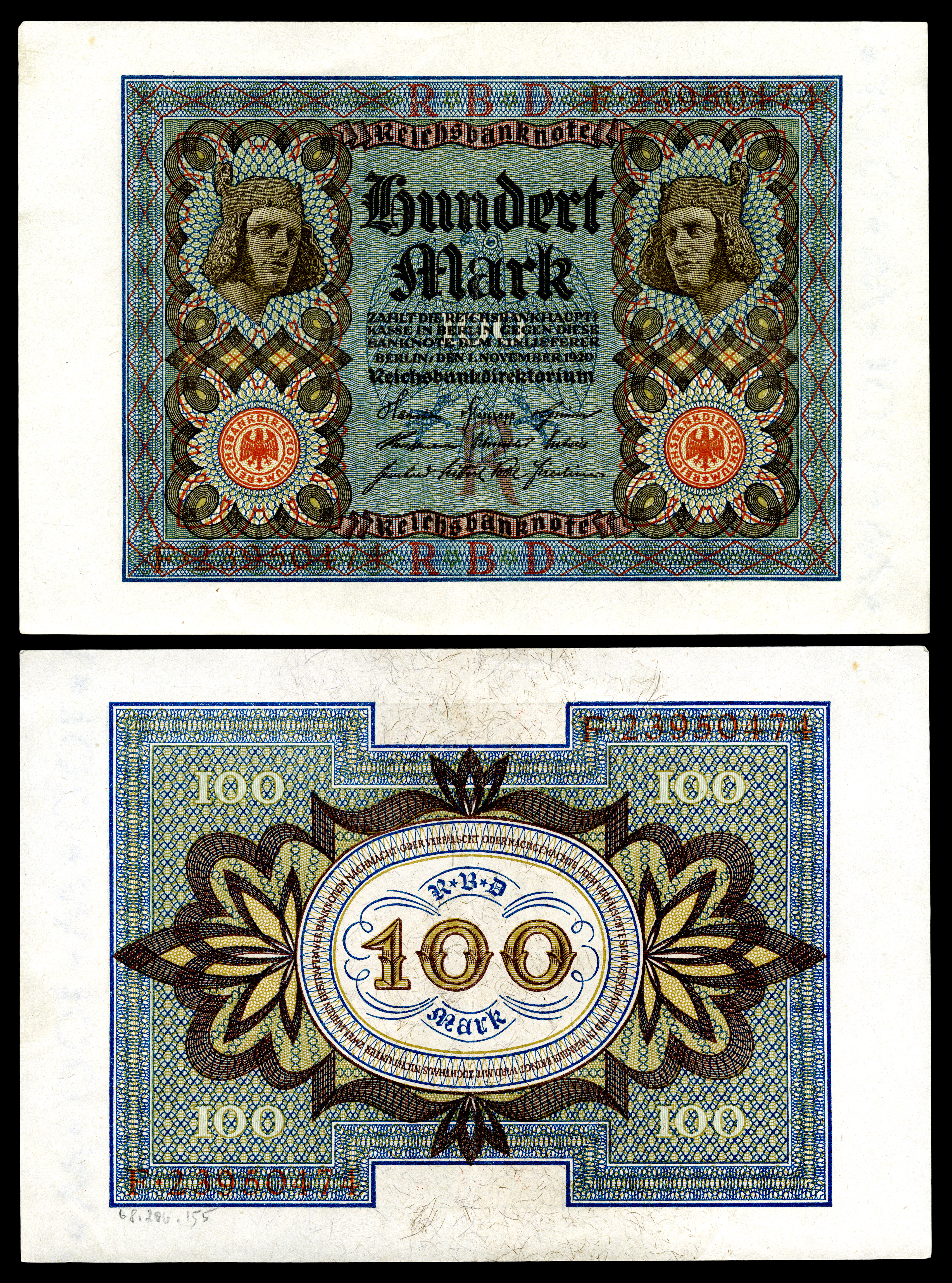
100 marks du 1er novembre 1920.
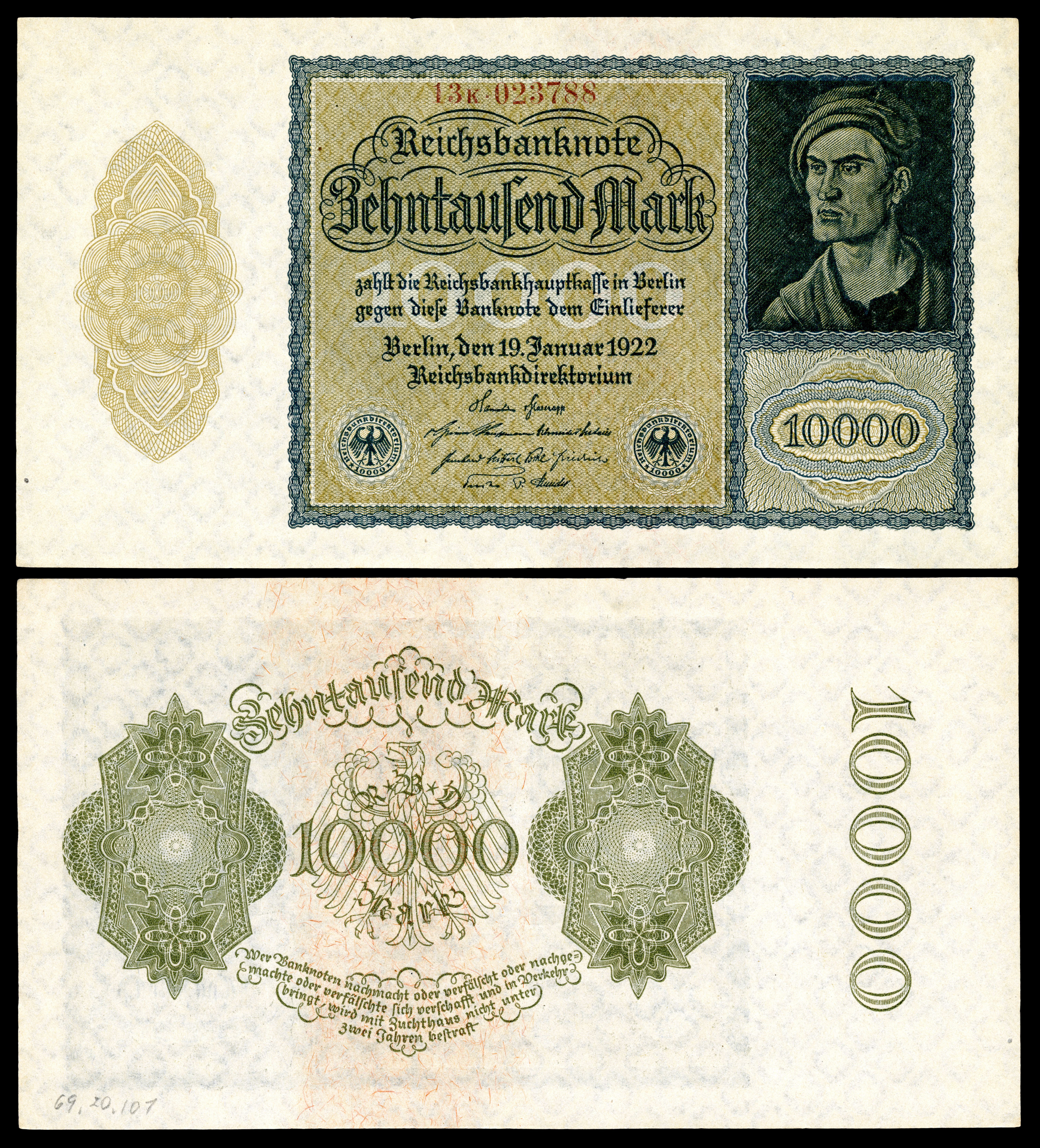
10 000 marks, 13 janvier 1922 : on n'avait alors jamais imprimé en Allemagne un montant aussi élevé.
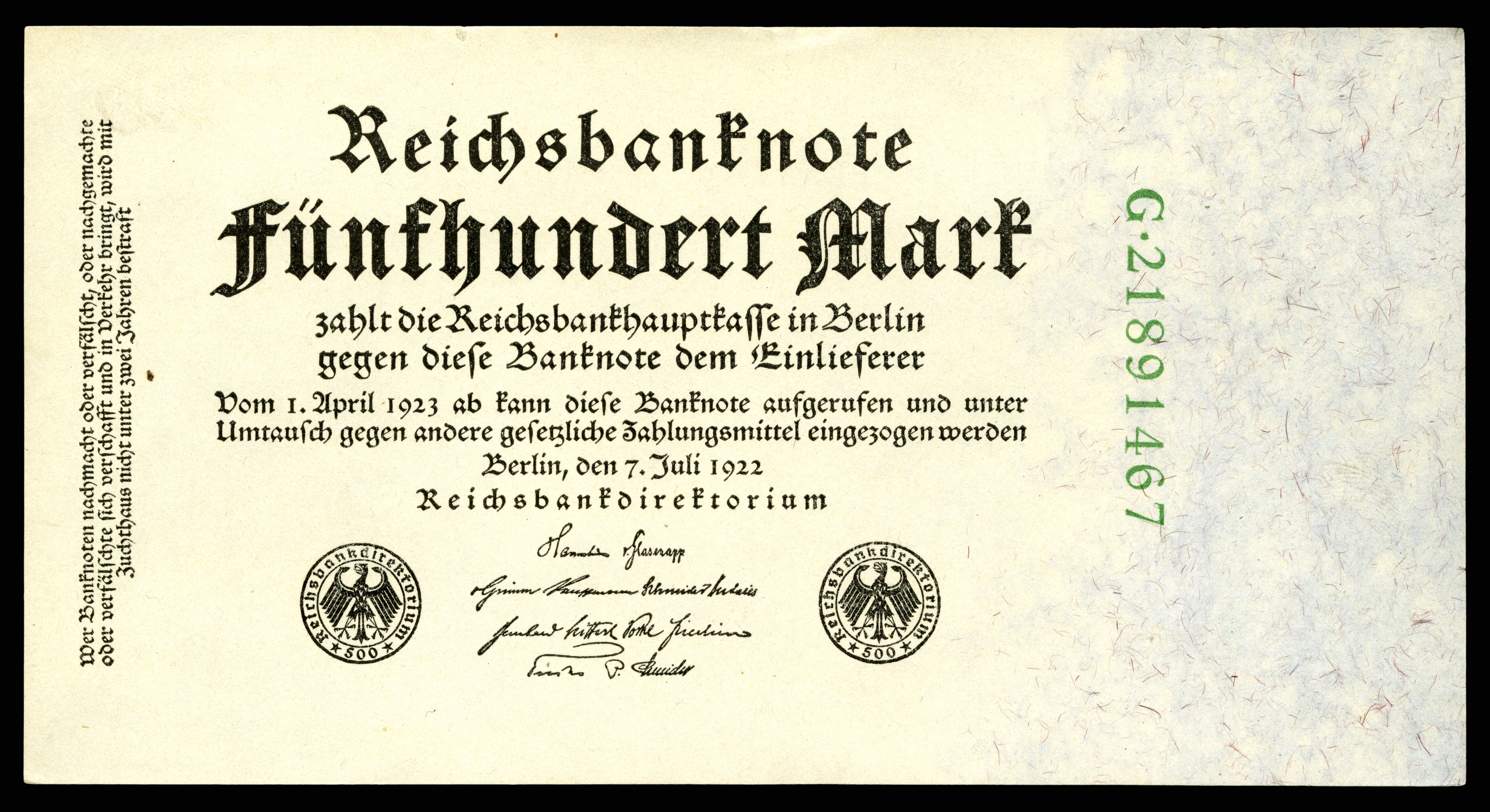
500 marks du 7 juillet 1922 imprimé sur une seule face, la planche à billets ne parvient plus à suivre...
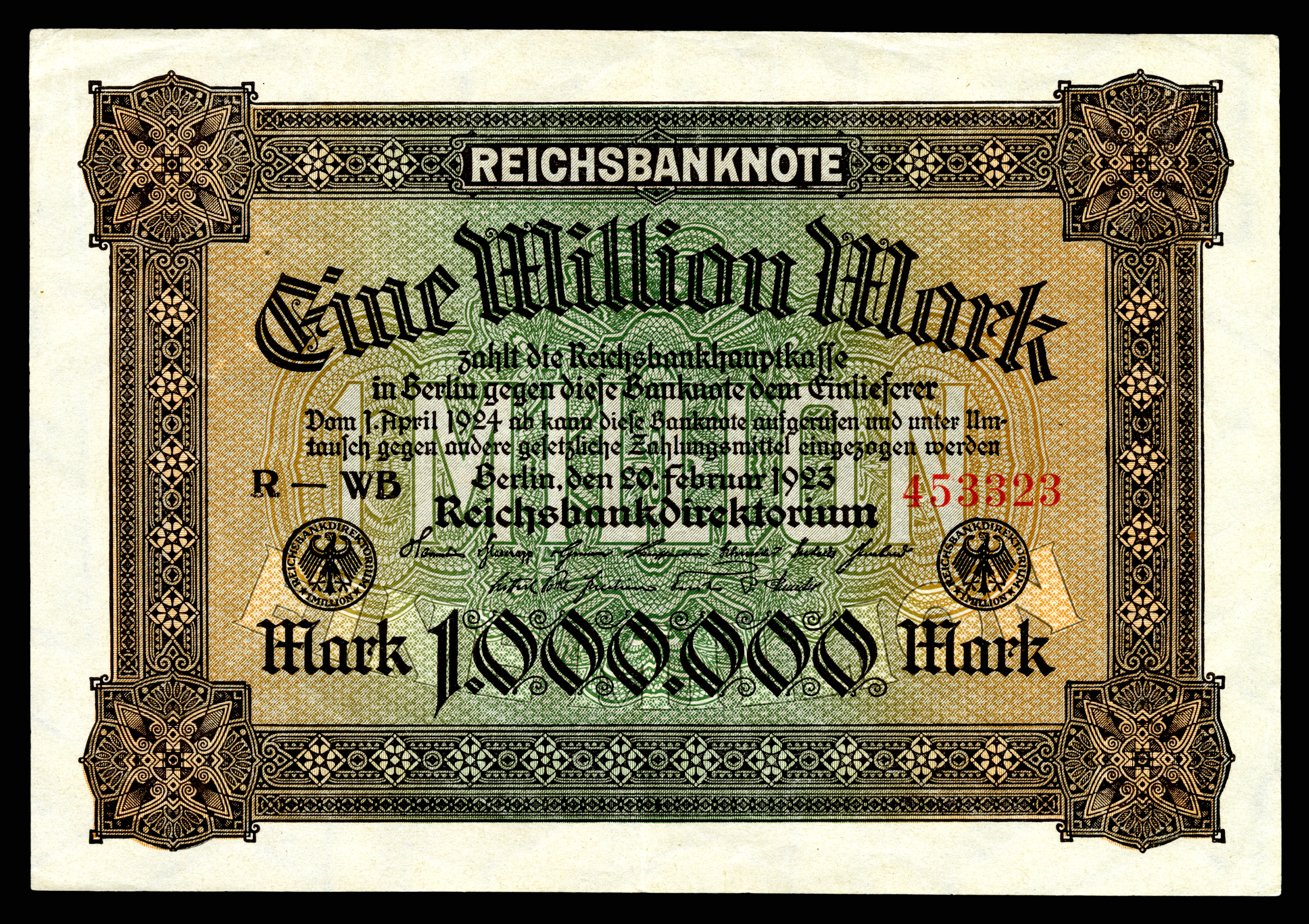
1 million de marks uniface, 20 février 1923.
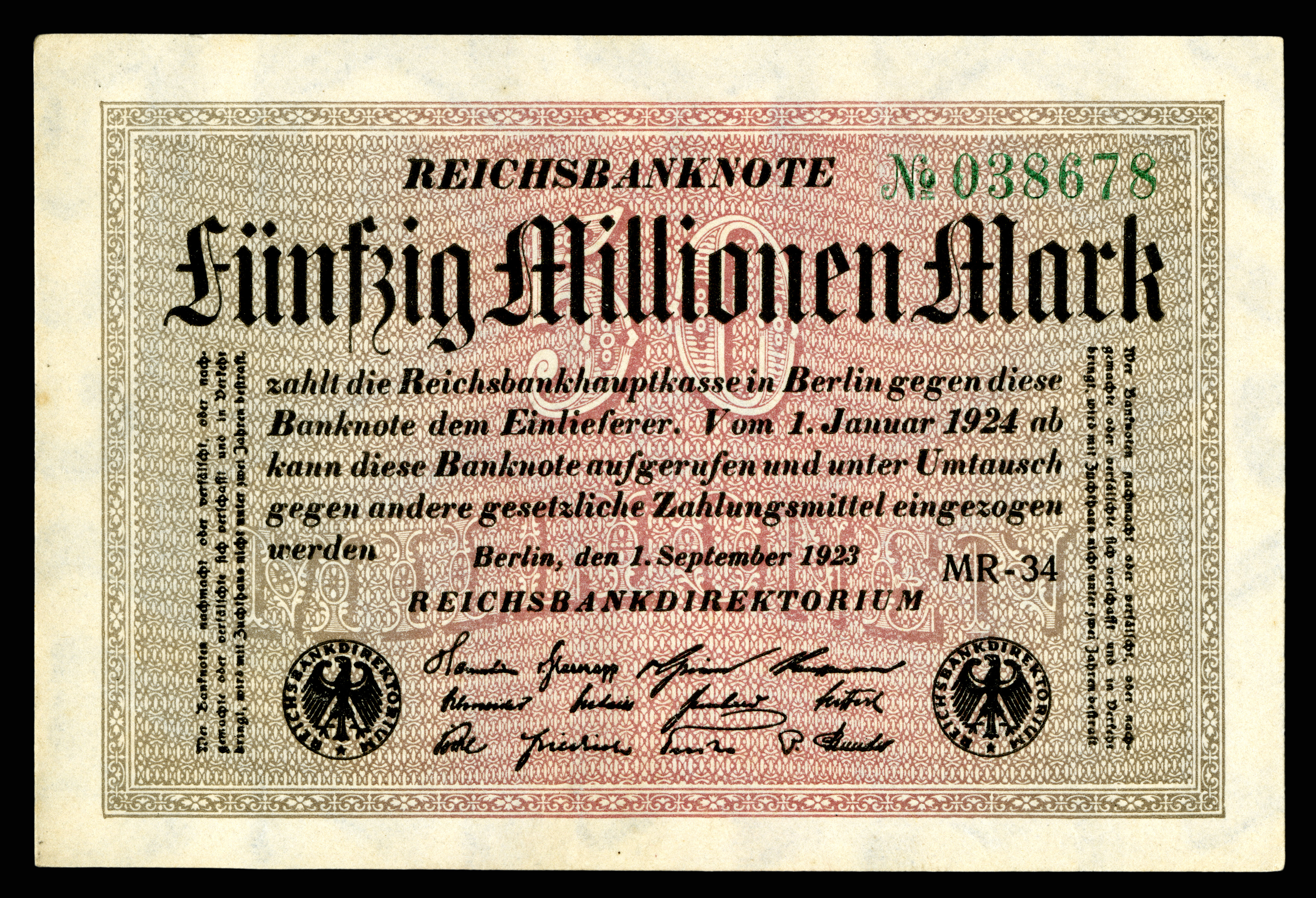
50 millions de marks, 1er septembre 1923.
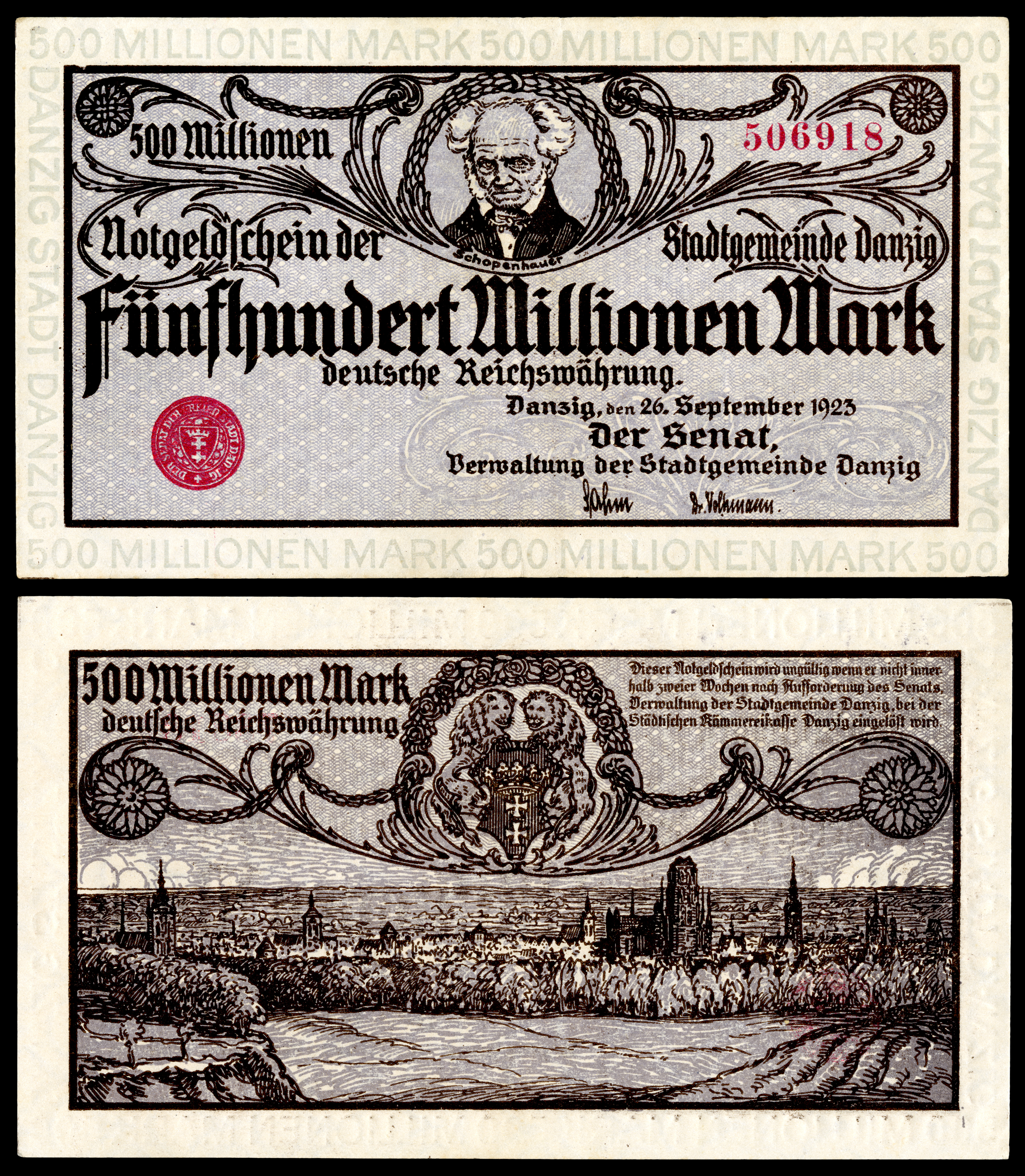
500 millions de marks, 26 septembre 1923.
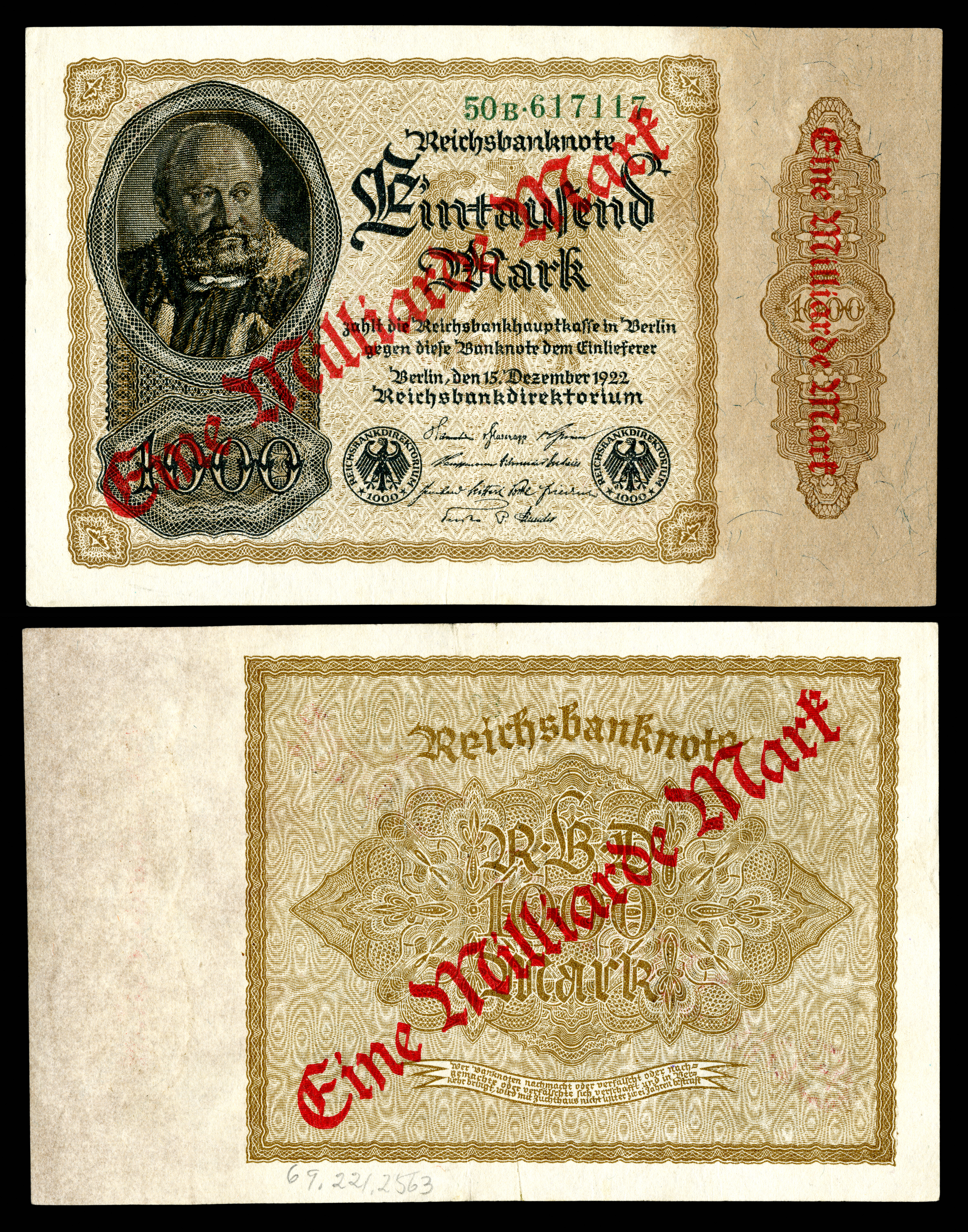
Billet de 1 000 marks du 15 décembre 1922 contremarqué en rouge « 1 milliard de marks » durant l'automne 1923.
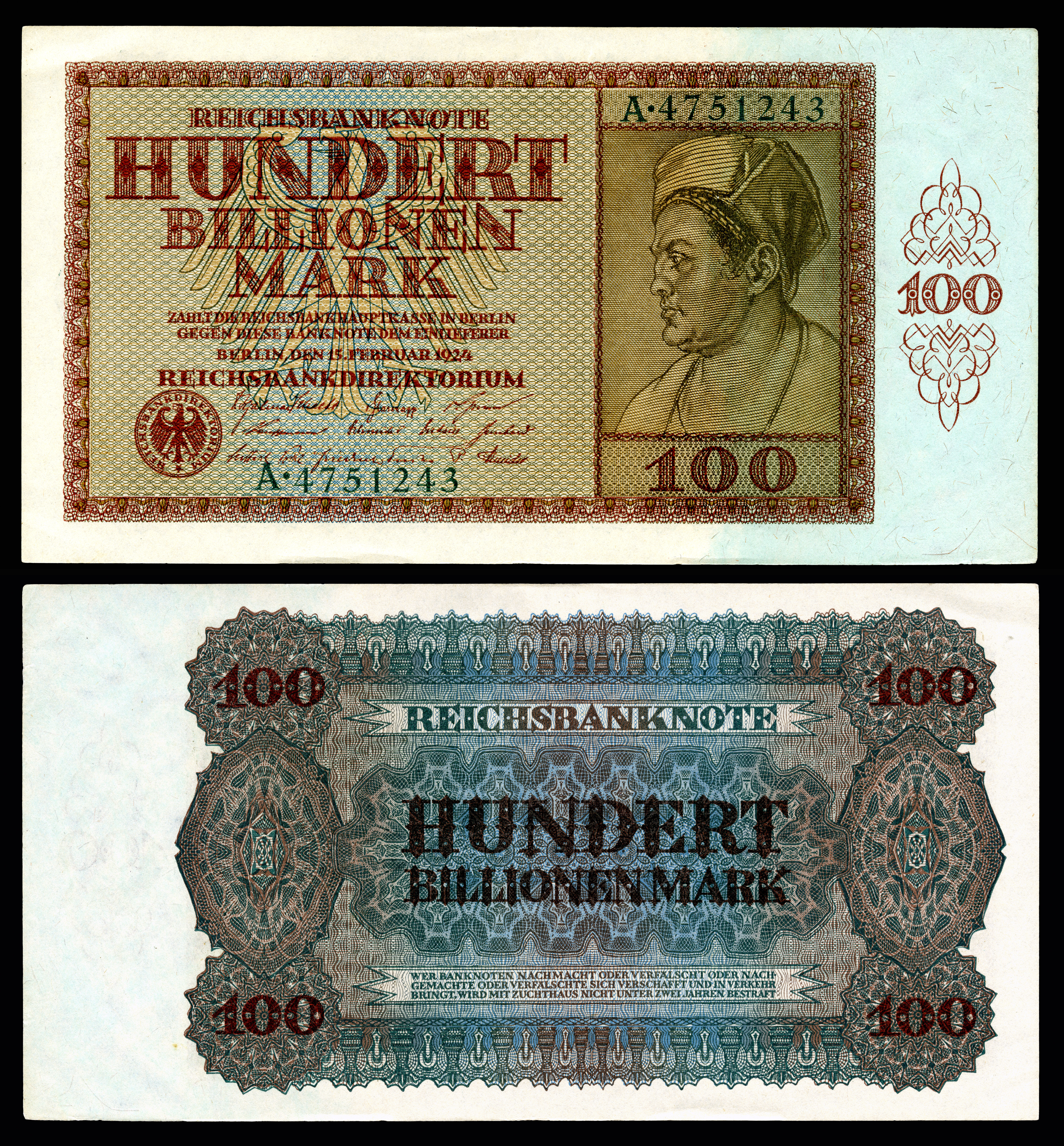
100 000 milliards[35] de marks (soit 100 rentenmark), 15 février 1924.

### Billets de nécessité

Billets de nécessité à Trèves
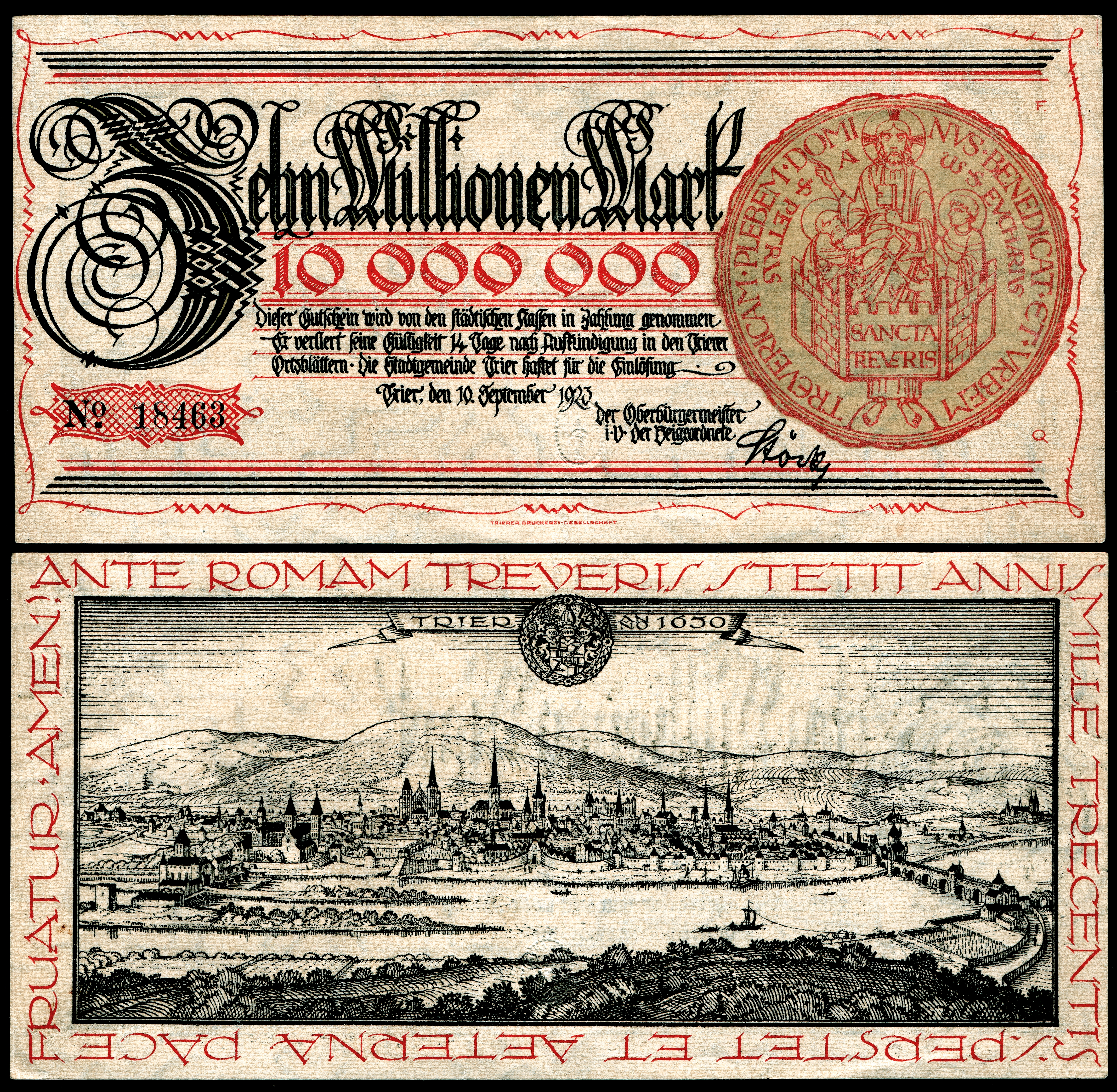
Monnaie de secours à Trèves (Allemagne), en 1923. Artiste : Fritz Quant.
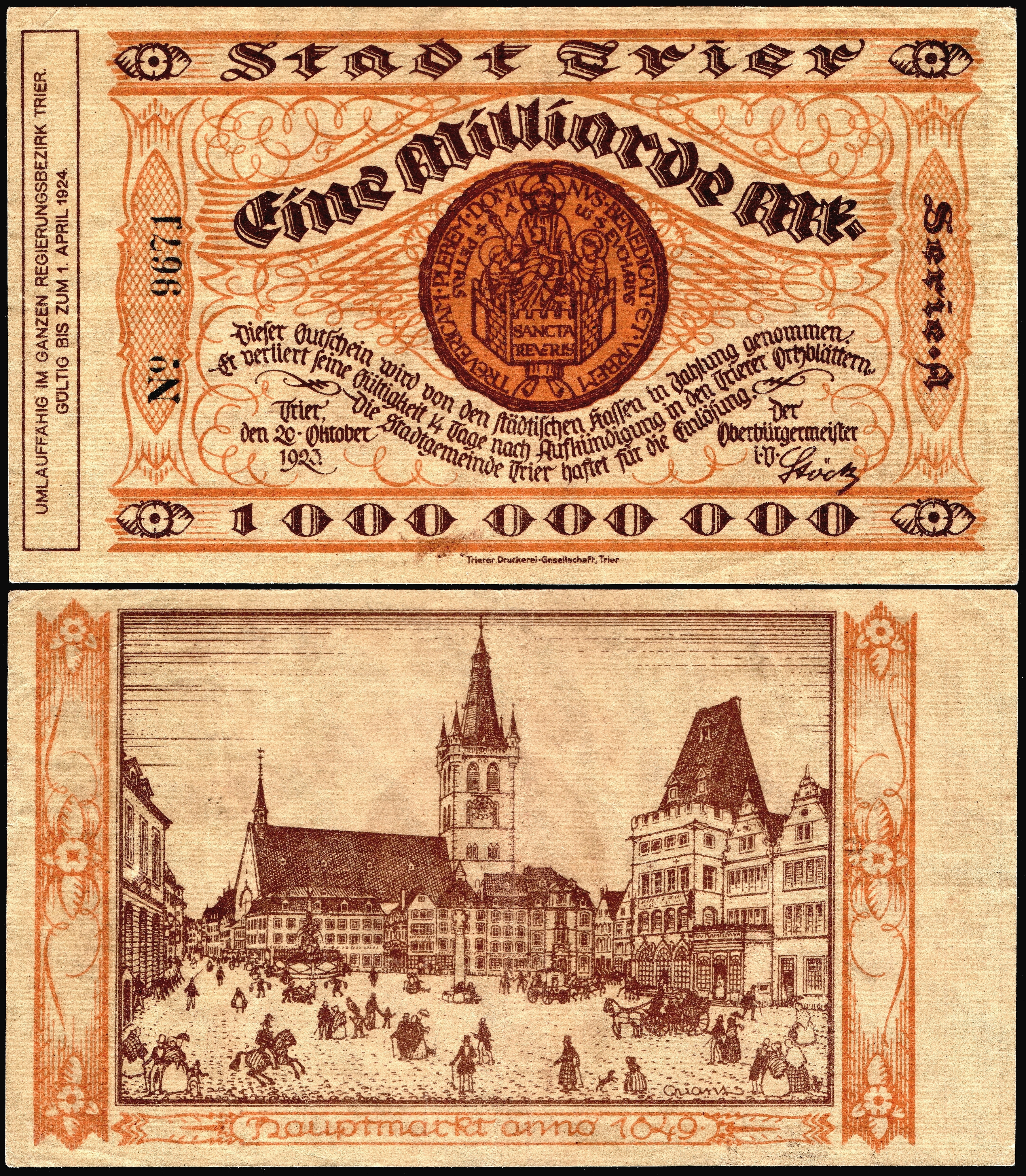
Billet d'un milliard de marks à Trèves, en Allemagne, en 1923. Artiste : Fritz Quant.
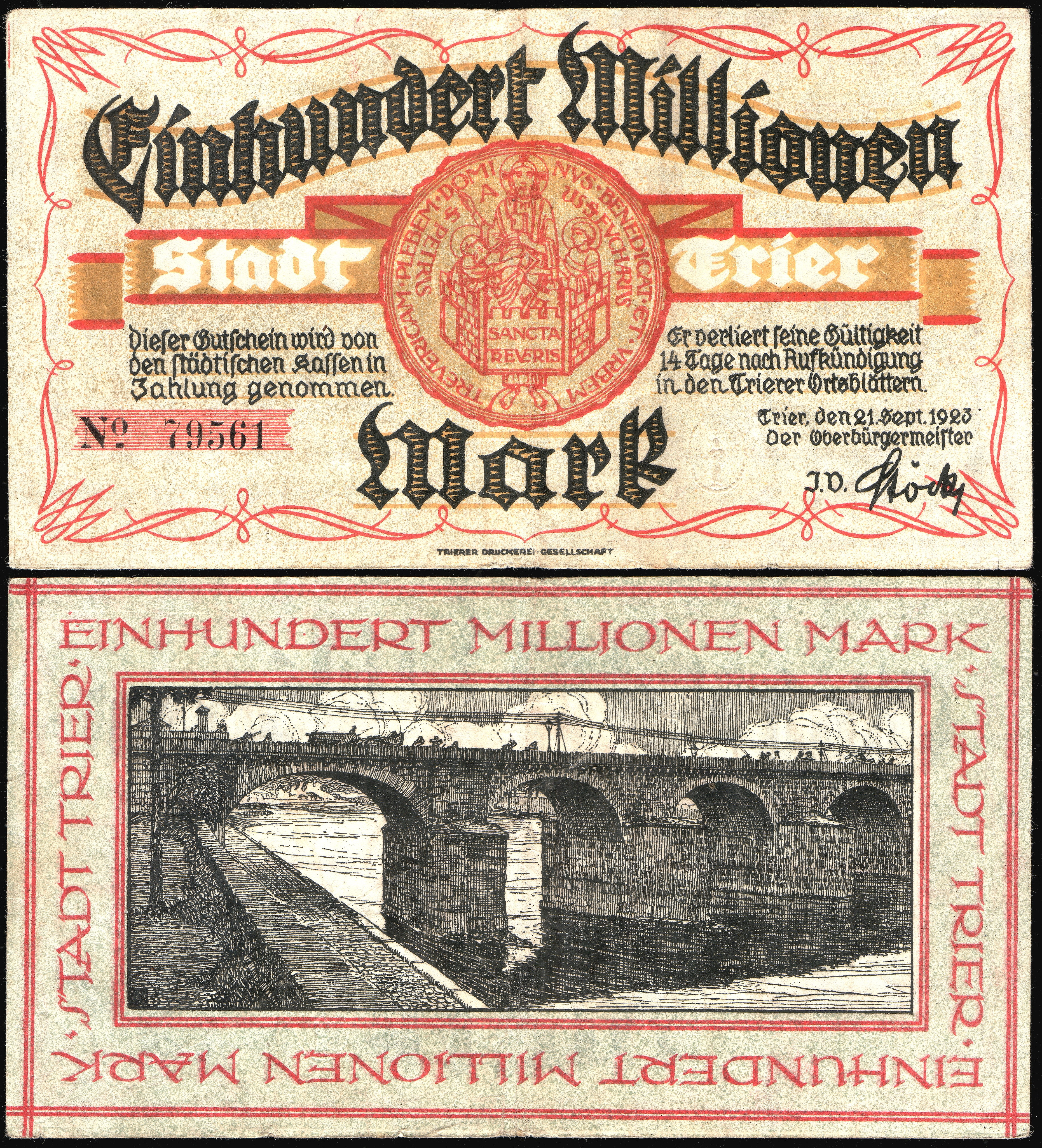
Billet de cent millions, en 1923, représentant le pont romain de Trèves, artiste : Frits Quant.
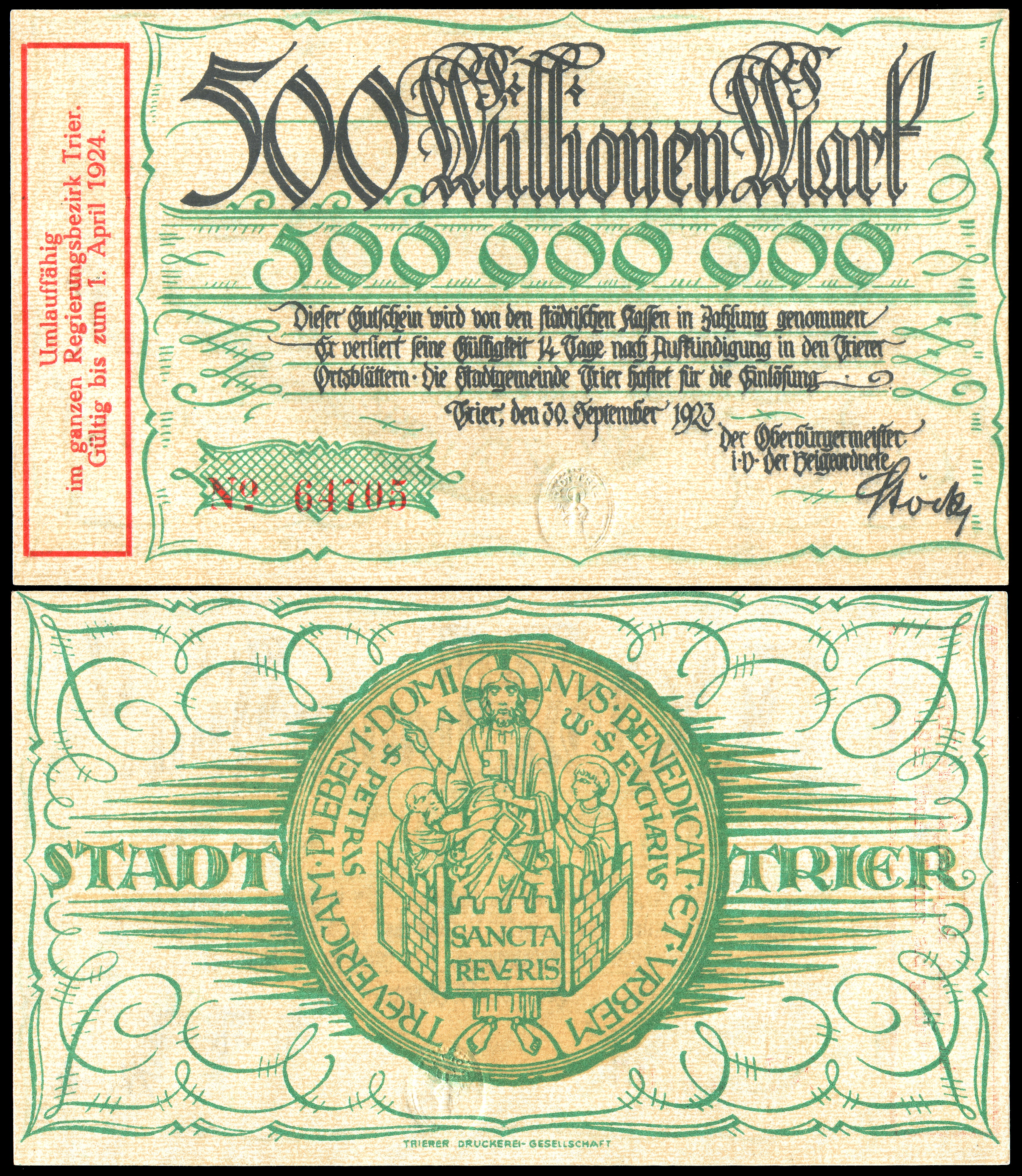
Billet de 500 millions de Mark à Trèves en 1923.

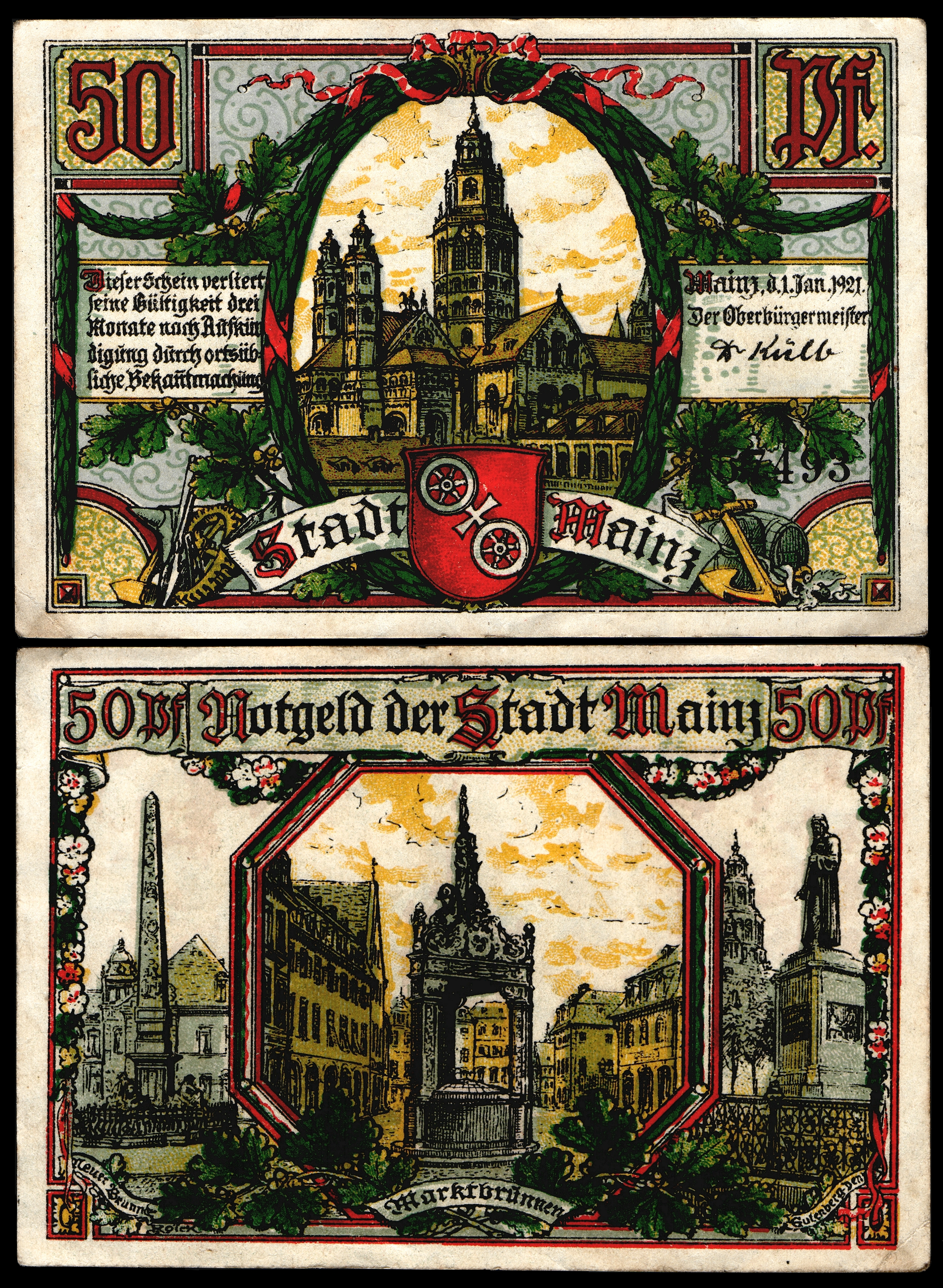
Monnaie de secours à Mayence en 1921. Elle représente la cathédrale Saint-Martin de Mayence et le Marktbrunnen, un puits Renaissance à Mayence.
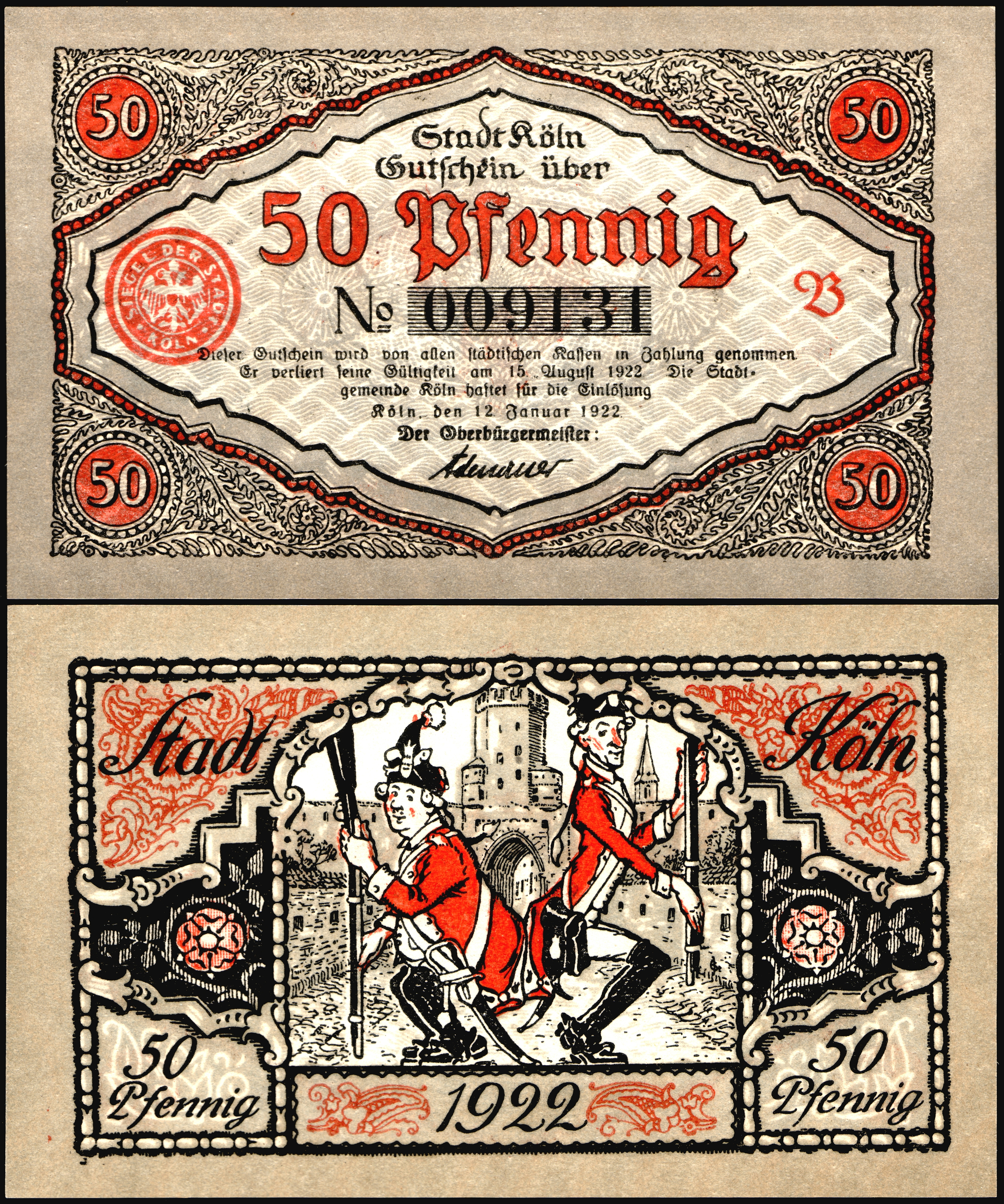
Un billet à Cologne en 1922 représentant deux membres du carnaval Rote Funken exécutant la danse traditionnelle Stippeföttche. Réalisation de Konrad Adenauer, le futur chancelier.
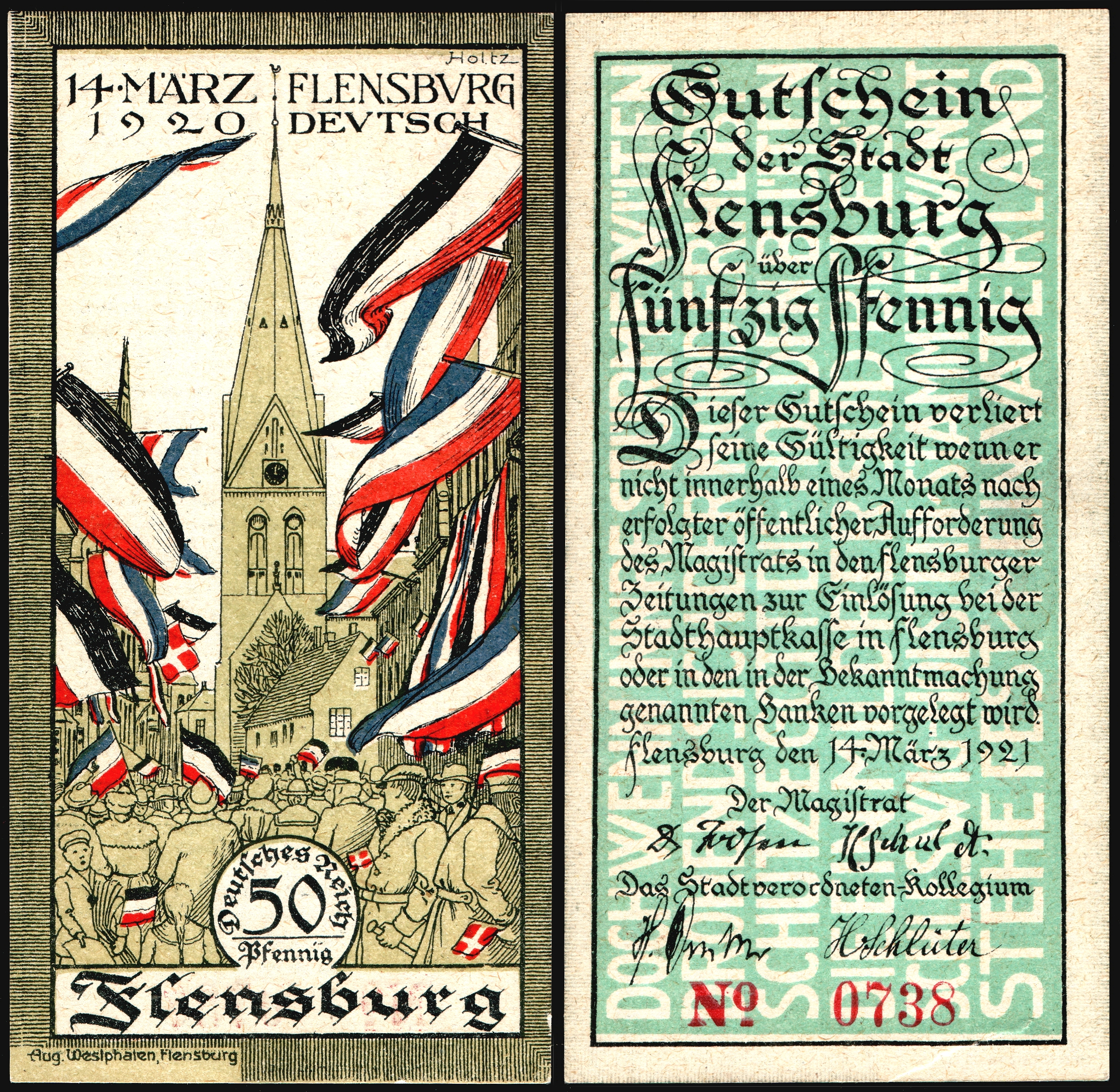
Monnaie à Flensbourg, en 1921, rappelant les plébiscites du Schleswig, qui établit en 1919 la frontière entre le Danemark et l'Allemagne. Réalisé par un artiste signant Holtz.
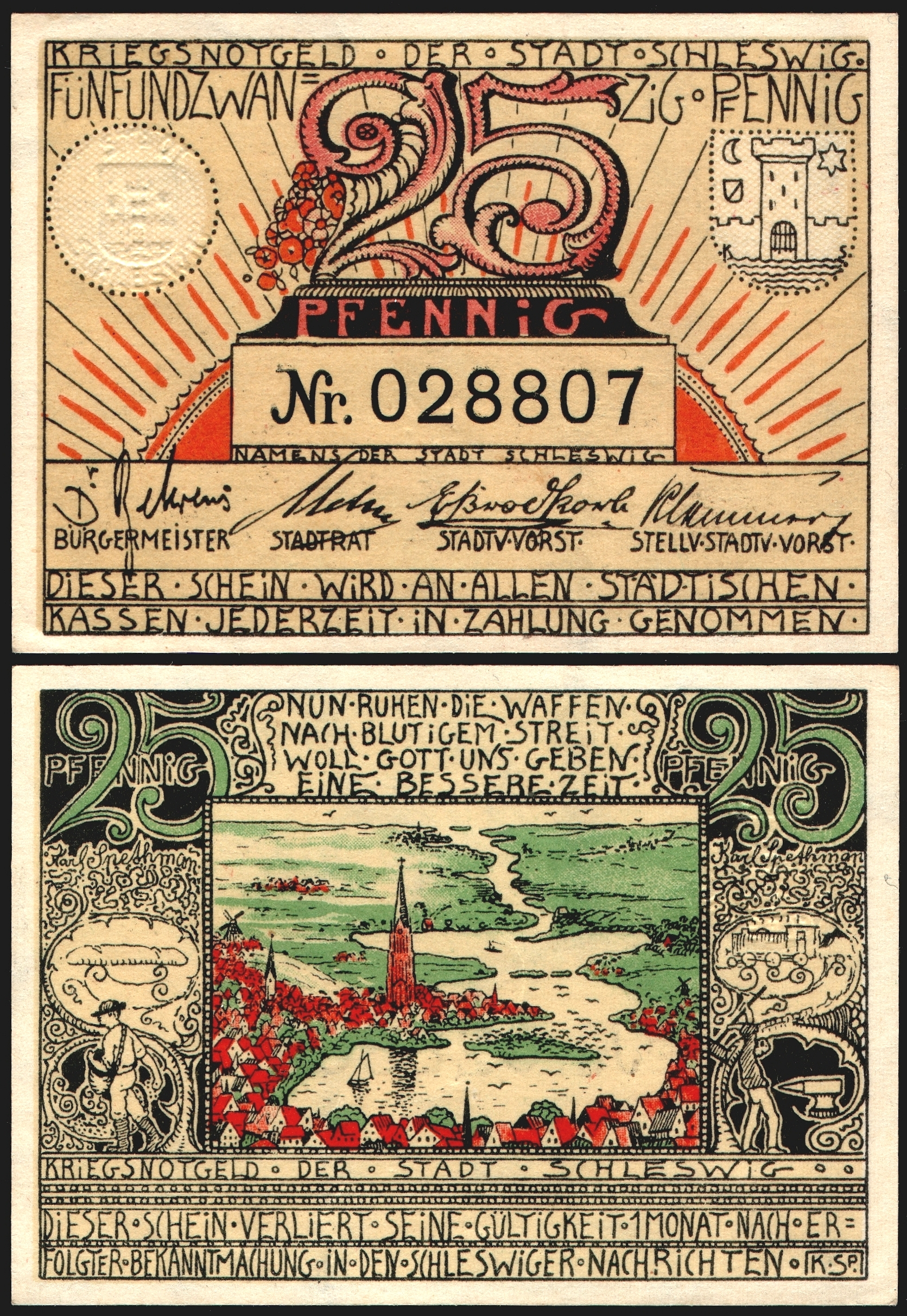
Monnaie vers 1920 à Schleswig (ville) pour la transition entre la Première Guerre mondiale et la république de Weimar.
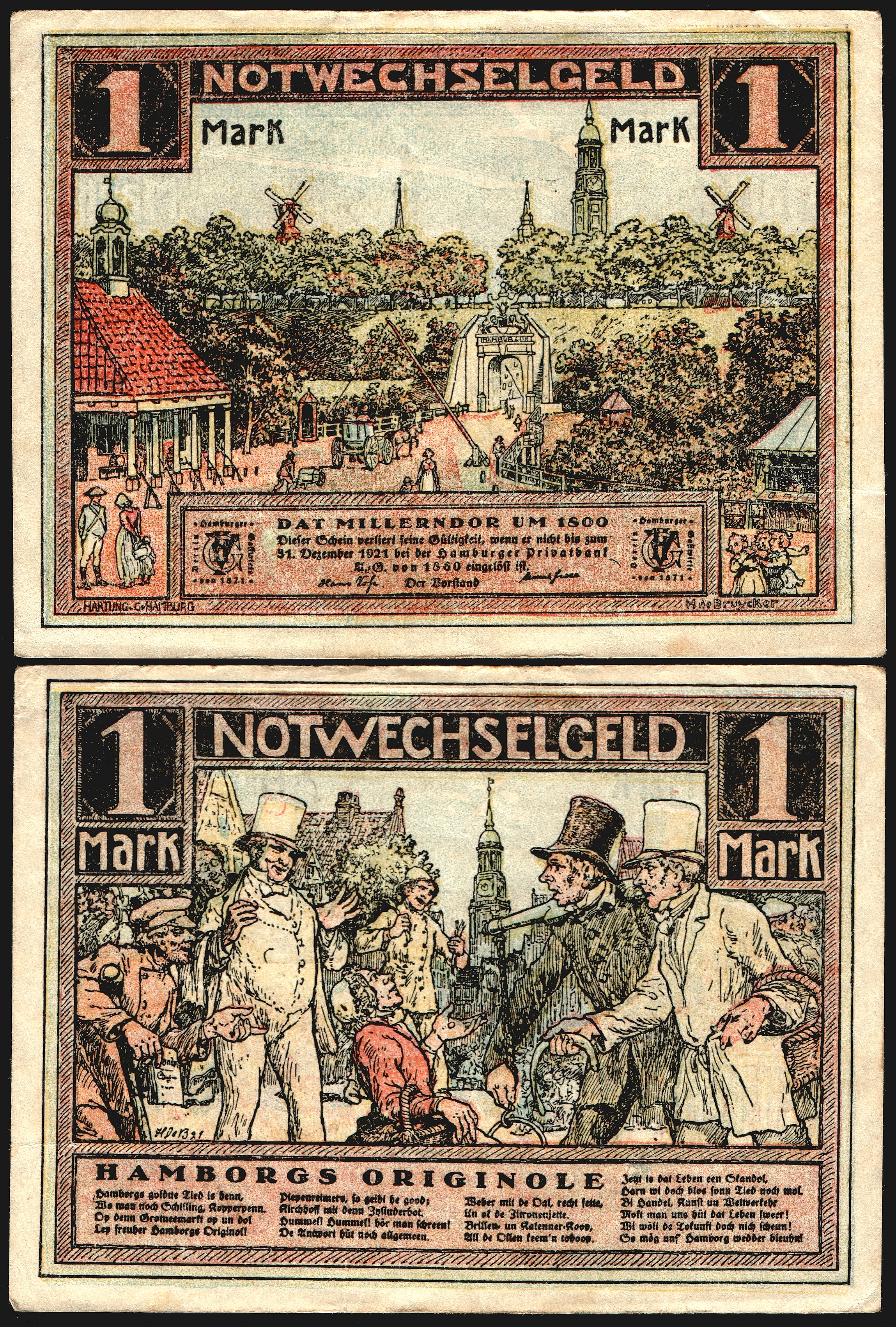
Monnaie vers 1921 pour Hambourg.
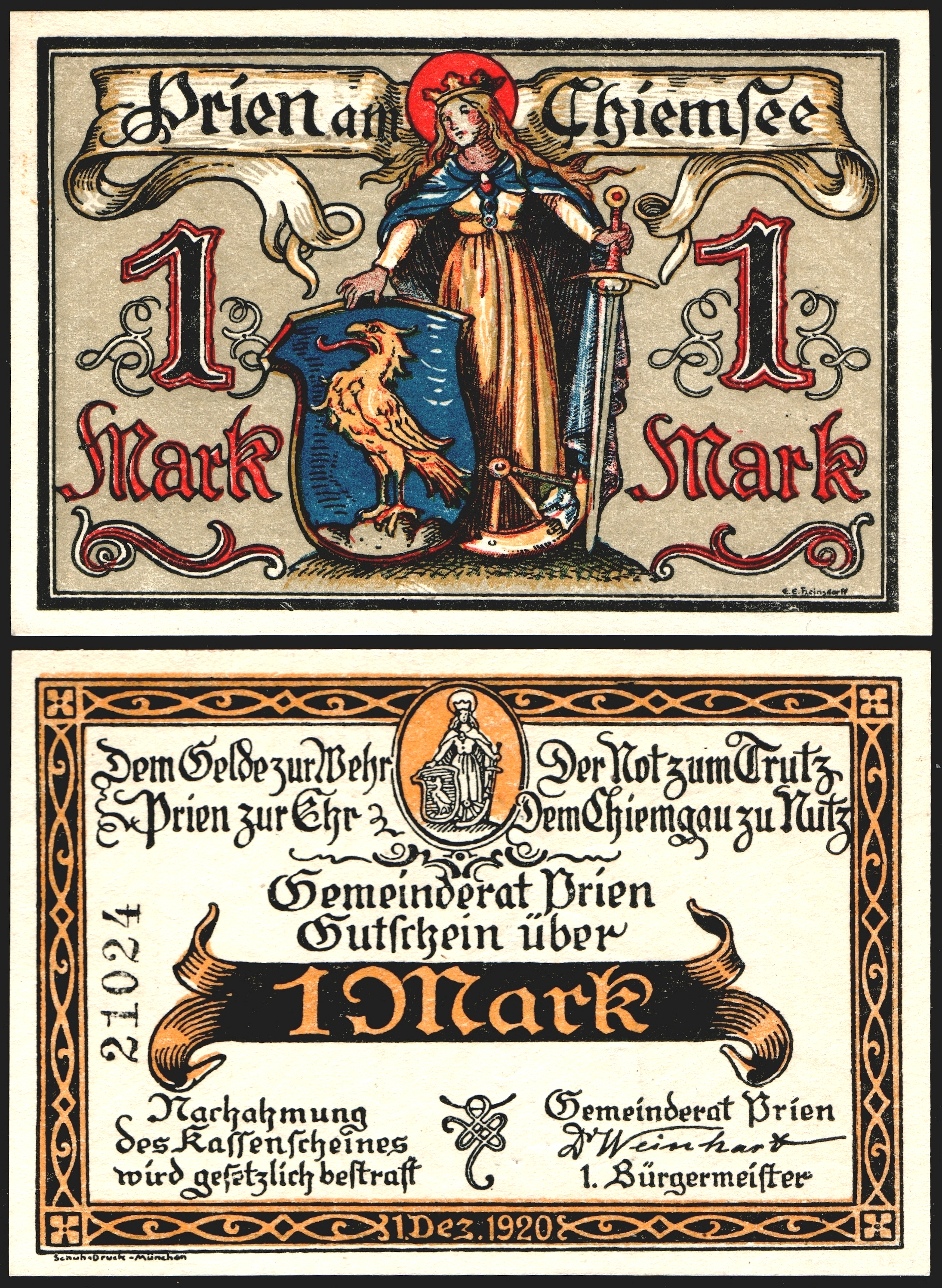
Monnaie 1920 pour Prien am Chiemsee. Artiste : Emil Ernst Heinsdorff.
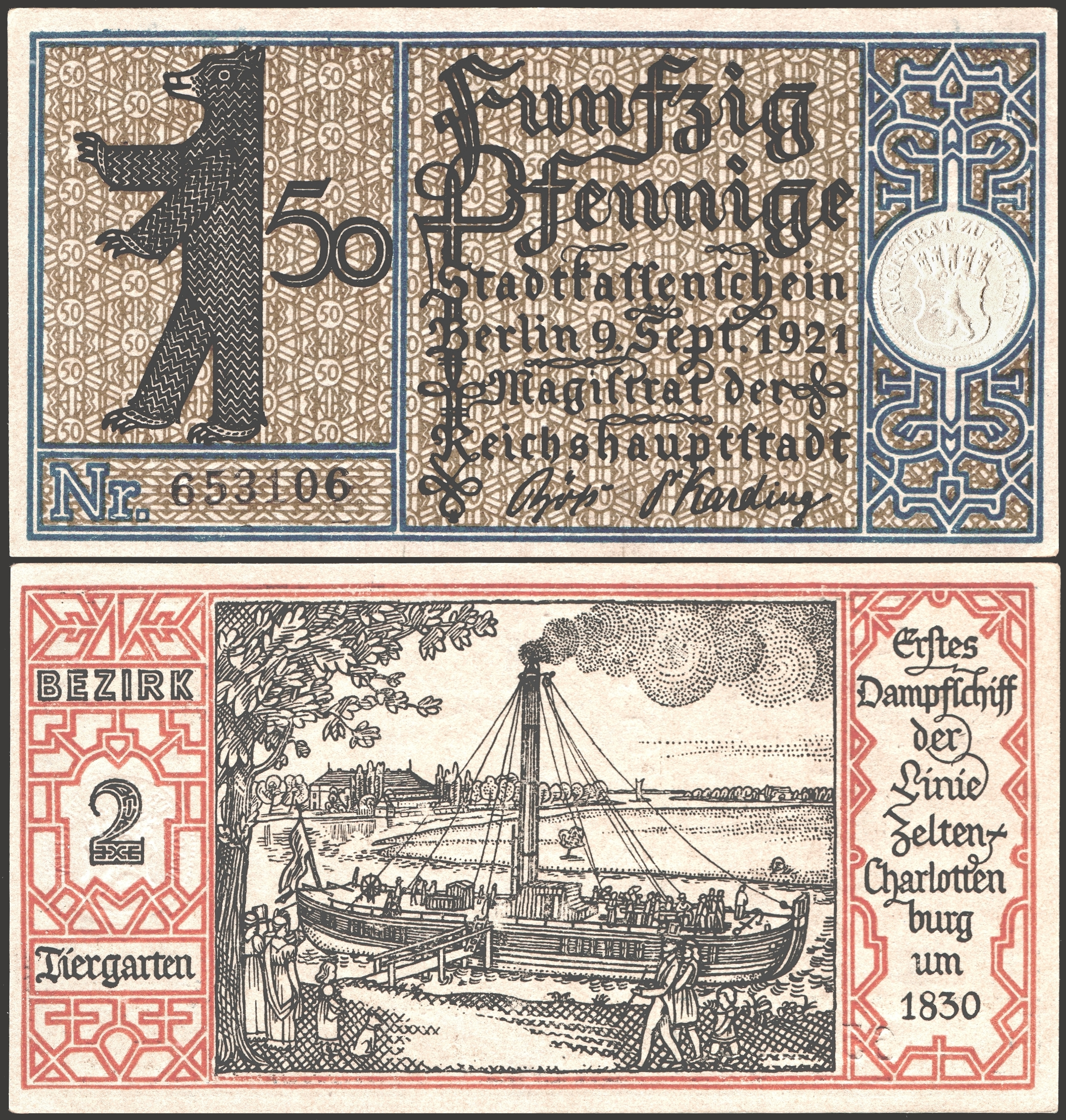
Monnaie 1921 de 50 Pfennig à Berlin-Tiergarten, taille : 55 mm x 105 mm. Le verso montre le premier bateau à vapeur allemand, le "Prinzessin Charlotte von Preußen", vers 1830 - ce qui est une date erronée, puisque ce navire a été démantelé en 1824.
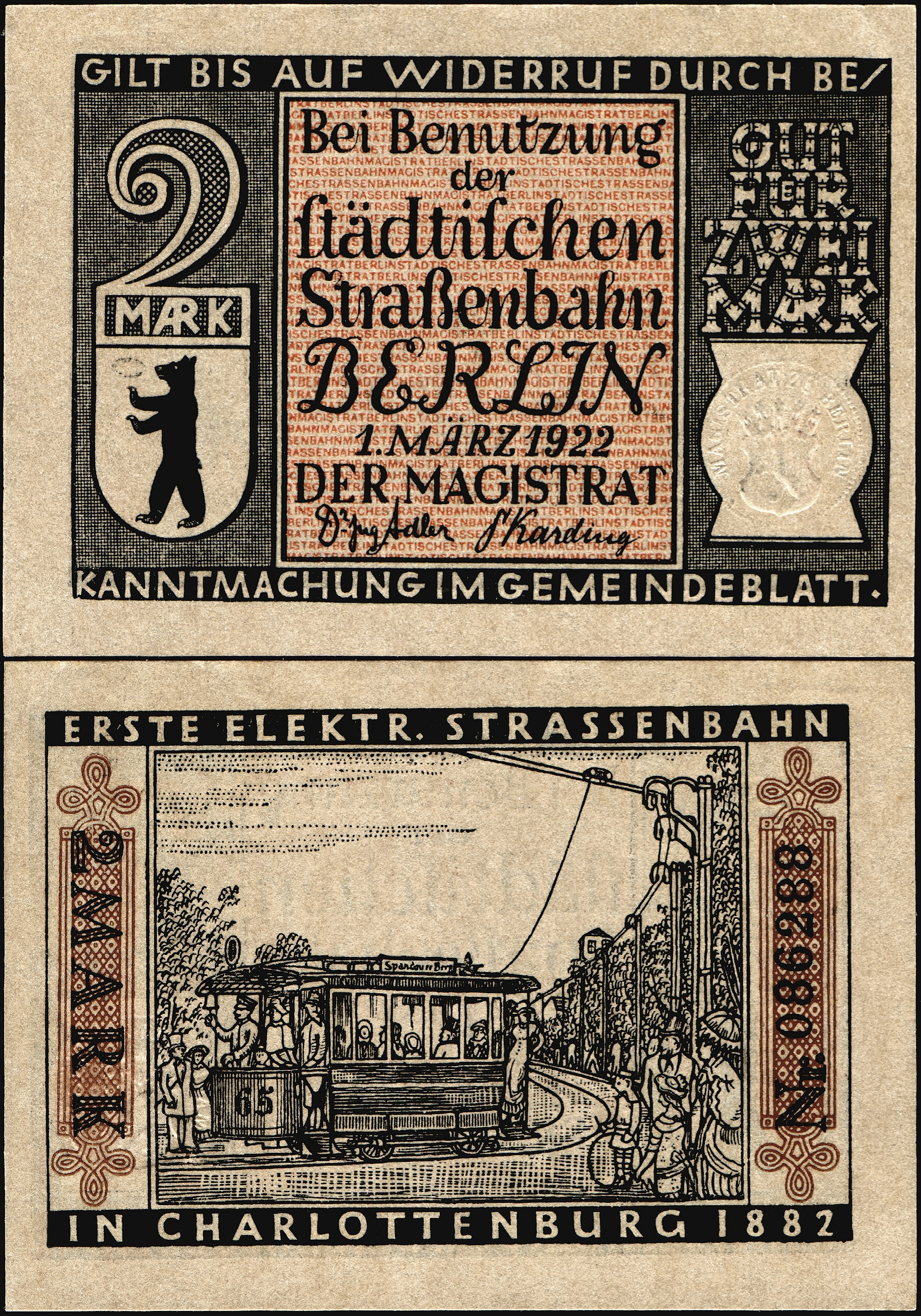
Monnaie 1922 à Berlin. Le verso montre le premier tramway.
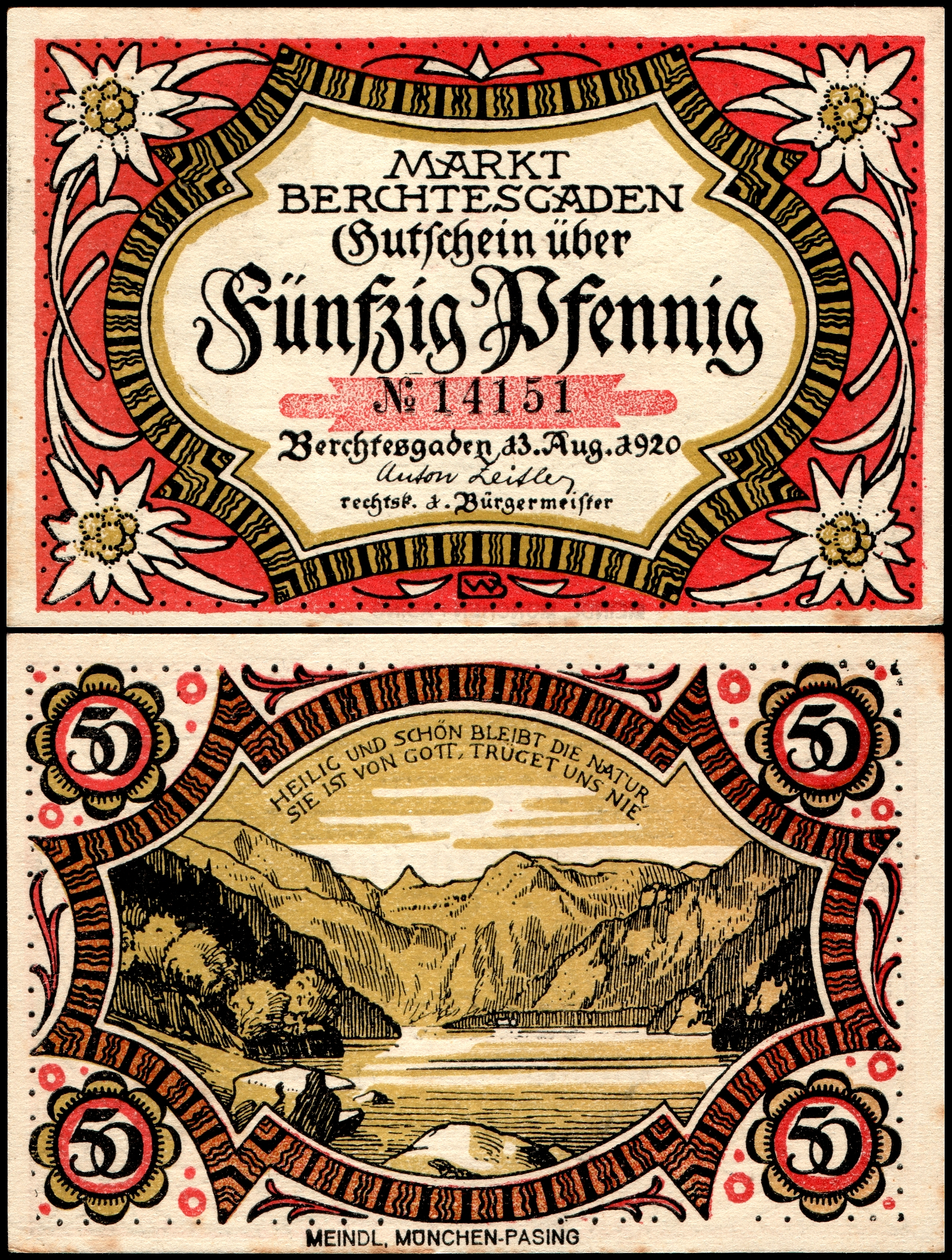
50 Pfennig de 1920 à Berchtesgaden.
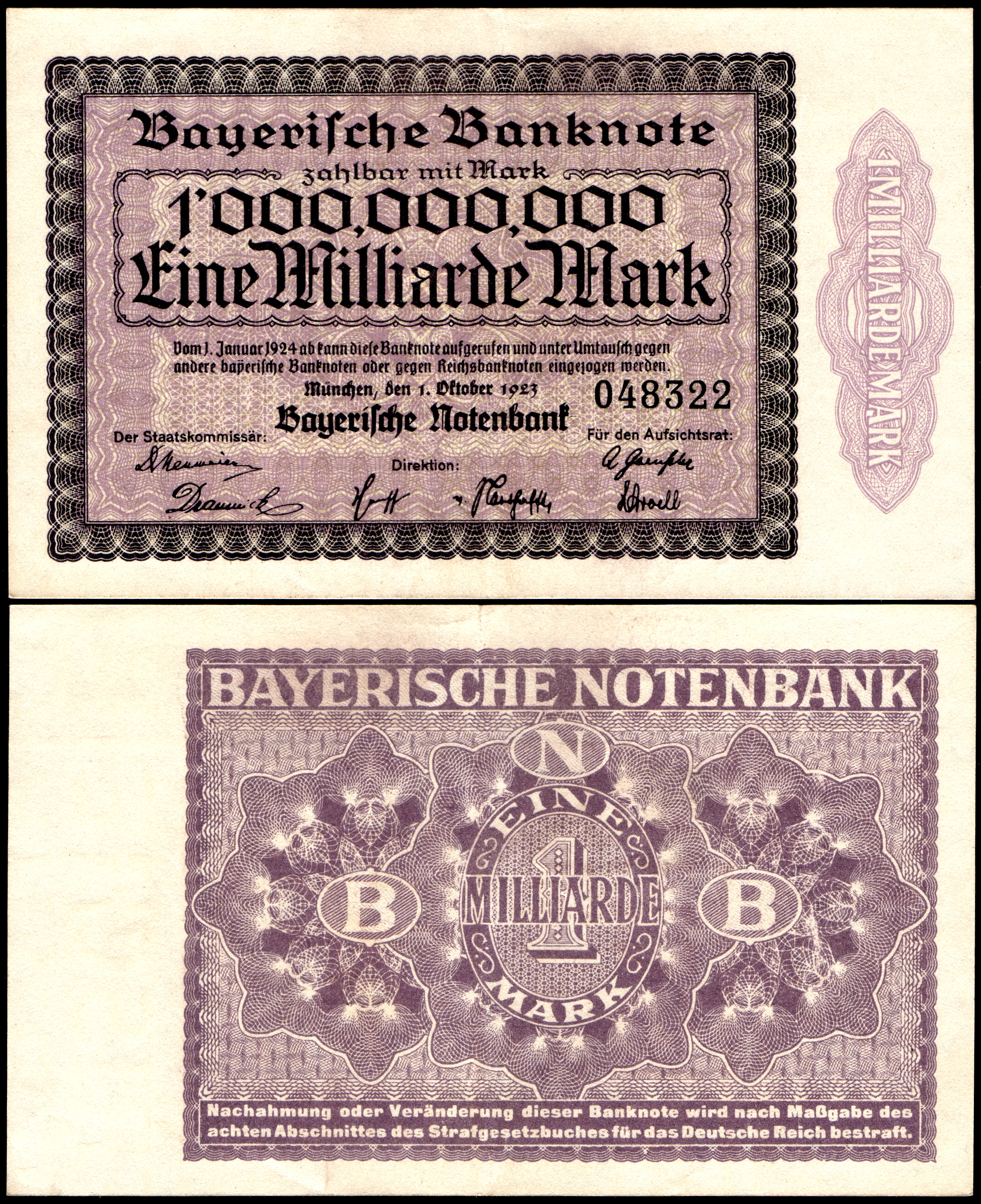
Un milliard de marks, à Munich, en 1923.
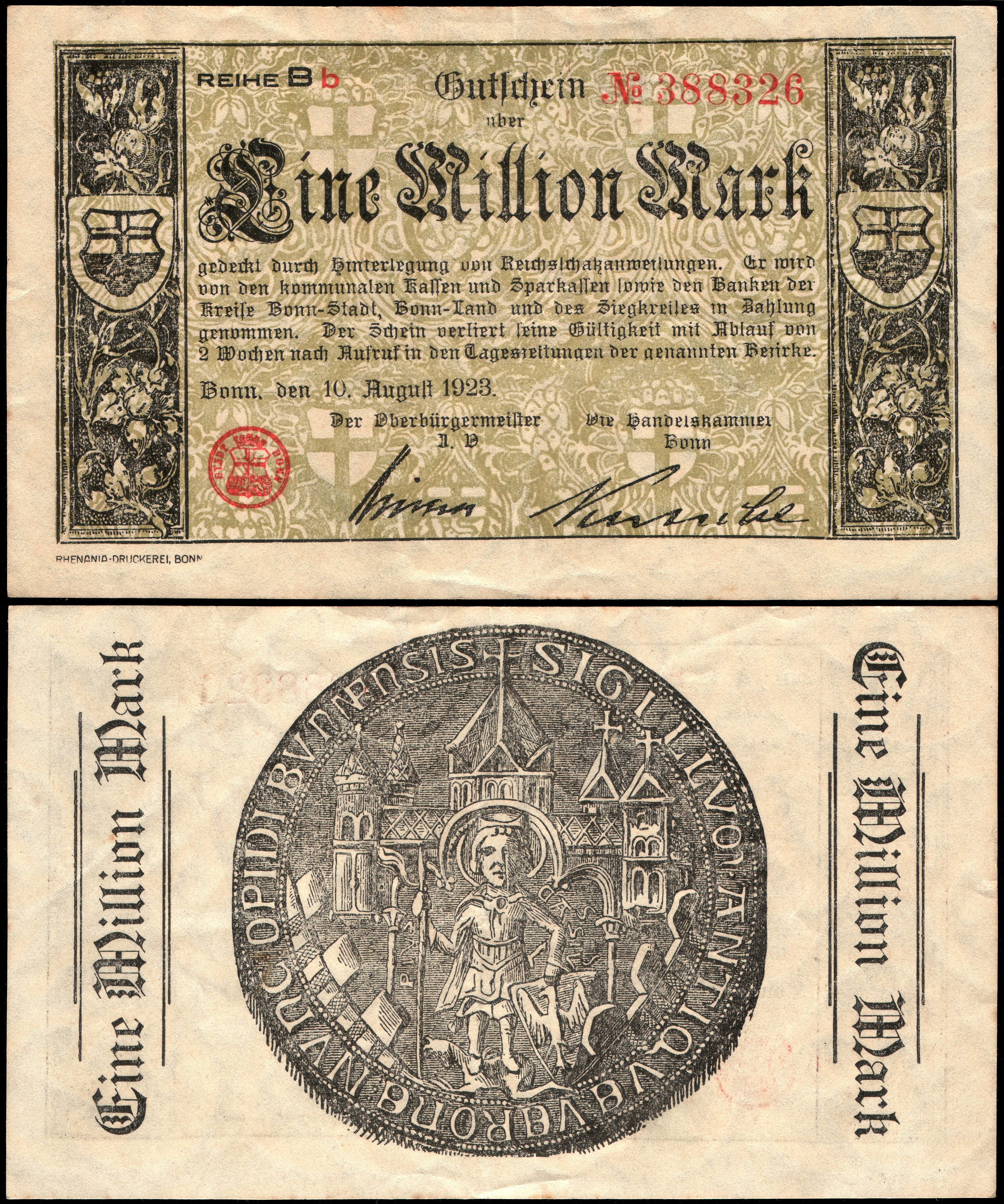
Seulement un million de marks, de Bonn, en 1923.
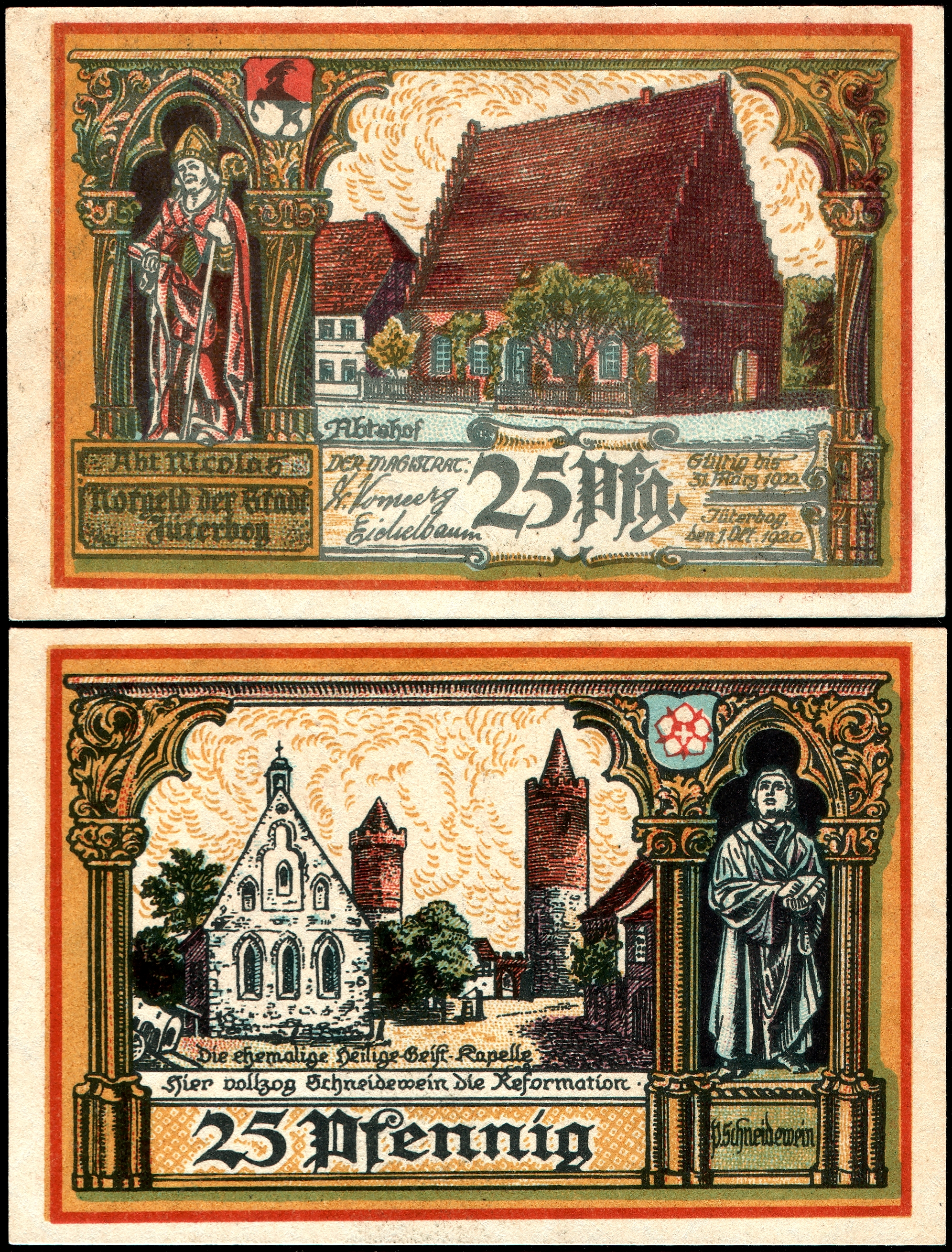
Monnaie de nécessité de 25 pfennings à Jüterbog en 1920 montrant la Heilig-Geist-Kapelle (Jüterbog) (de).
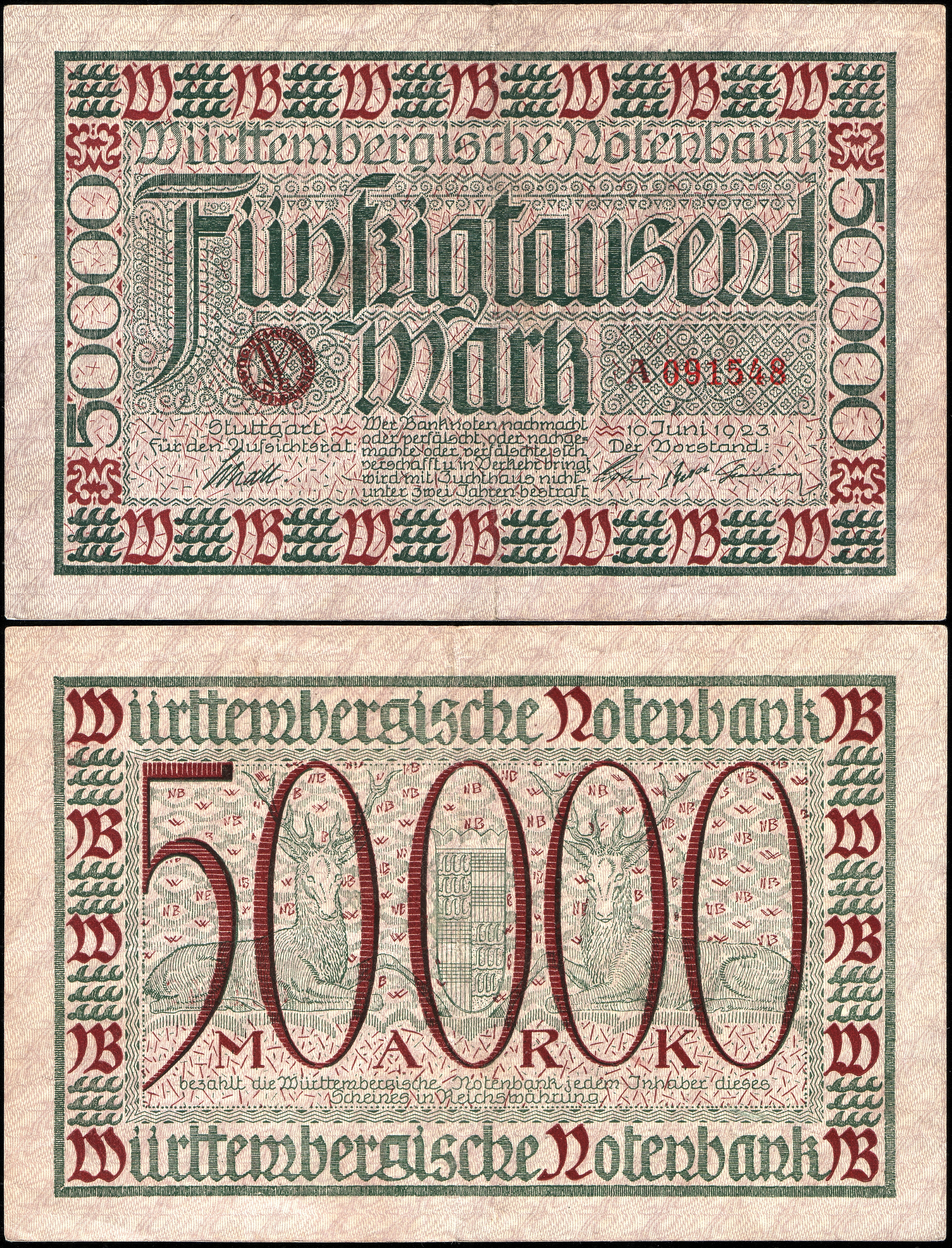
Billet de banque de 50 000 marks d'hyperinflation de la république de Weimar, pour l'État libre populaire de Wurtemberg, en 1923.